# 薩摩剣士隼人
薩摩剣士隼人（さつまけんしはやと、SATSUMA KENSHI HAYATO）は、鹿児島県のローカルヒーロー。自身を主人公とした特撮テレビドラマの名称でもある。

## 概要
鹿児島テレビ（KTS）で日曜朝6時30分放送。現在「薩摩剣士隼人CHST」が放送されており、第一部完結編の再放送に加え、視聴者連動型企画『CHST（チェスト）』や制作中の新番組・薩摩剣士隼人シリーズ『巨人伝説サツマジン』の情報と新作映像も紹介されている。2016年4月10日からは登録制の、ファンがメールの指令に従い隊員として参加する連動型企画『クロス・ヒーロー・サツマ・チーム、通称CHST（チェスト）』も実施されている。2016年に天文館で行われた熊本地震への募金活動では47万4101円を集めた。
2014年3月1日からは南日本新聞で毎日、薩摩剣士隼人の4コマ漫画が連載中。
鹿児島テレビ（KTS）では、2011年10月2日から第一部、2012年10月7日から第一部完結編、2013年1月6日からバラエティー番組『ひっとべ!ボッケモンランド』、2014年1月8日から第一話を除き第一部を再編集したダイジェストで放送する『黒潮激闘編に向けてー薩摩剣士隼人第一部もいっど!』、2014年4月6日から鹿児島の島々も舞台にした『第二部・黒潮激闘編』の前半にあたる内容と、その再放送、2015年6月7日から『わいもおいもボッケモン!』が放送された。2016年3月27日までは朝6時15分の放送で、2012年4月1日から2016年4月1日までは金曜深夜25時50分にも再放送されていた。2012年4月からは鹿児島テレビの情報番組「ゆうテレ」内で『薩摩剣士隼人のチェスト!鹿児島塾』にも出演していた。
岐阜放送では、2015年8月8日から10月31日にかけて土曜14時45分から『薩摩剣士隼人』第一部が第六話まで放送された。TOKYO MXでは、2015年10月8日から2016年3月24日にかけて毎週木曜日20時00分から「薩摩剣士隼人YOKADO!カゴンマ」が放送され、エムキャスでも配信された。
キャッチコピーは「本格特撮仮面活劇」、「たぎる薩摩の風が吹く!」。
地上波での放送は、1話を1回分の放送で描く場合もあるが、1話を分割して複数週にわたって放送する場合が多い。第一部は2クール全25回放送予定の番組としてスタートしており、その後も続編や派生番組が放送されている。
遊び心を持った原作者兼監督の外山雄大（とやまたけひろ）が友人たちと鹿児島をPRするローカルヒーローをつくろうと考案して2006年から企画が動きだし、起動に乗るまで時間がかかったことで2009年から本格的にプロジェクトが始動。
公式ブログにおいて2010年9月7日に隼人が完成したことや、同日、鹿児島市役所の観光課へ挨拶へ出向いたことが報告され、2010年9月17日には薩摩剣士隼人プロジェクトのSRファクトリーが鹿児島市で運営するキャパルボホールでのマスコミお披露目会も開催。隼人とくぐり狐衆の立ち合いも披露され、お披露目会の模様は2010年9月17日放送の、NHK総合情報WAVEかごしま、KTSスーパーニュース、KYT news every.、MBCニューズナウでも報道された。
2010年12月から撮影が開始されたが、その時はまだスポンサーはゼロで放送局すら決まっておらず、鹿児島県内のイベントなどに出演して知名度を高めた結果、スポンサーも予定を超える7社が協賛してのテレビ放送が実現した。2011年4月に行われた天文館こどもフェスティバルでは、薩摩剣士隼人ショーと合わせ地上波放送決定記者会見も開催されている。
2015年8月8日からは、岐阜放送で毎週土曜日に字幕付きで放送開始。2015年4月に、岐阜県海津市で開かれた薩摩義士が木曽三川を改修した宝暦治水完工260周年を記念した治水神社の例大祭に薩摩剣士隼人とヤッセンボーが参加したのを取材に来ていた岐阜放送が興味を示し、それが縁で実現した。監督の外山は「鹿児島と岐阜の友好をより深めることに役立ってほしい」、岐阜放送編成部の大久保幸紀は「姉妹県である鹿児島の文化を岐阜県民が知るきっかけになれば」と語った。
テレビ番組放送開始以前の2010年10月から現在に至るまでキャラクターショー活動を鹿児島県内各地で行っており、番組開始前から毎年イベント出演している妙円寺詣りや、同じく2015年まで七草詣などで毎年ショーを行っていた鹿児島護国神社をはじめ、行政や商店街が開く各地のイベント、学校の文化祭や体育祭などにも多数出演している。また、2012年から「薩摩剣士隼人を応援する会」と一緒に毎年行っているサマーナイト花火大会のゴミ清掃活動のほか、児童養護施設などへの慈善活動も毎年行っており、2015年9月には、鹿児島大学病院の長期入院小児病棟に隼人とつんつんが慰問。2013年にはピンクリボンかごしまとの限定コラボ商品も販売された。
タイトル名である「薩摩剣士」の由来は薩摩藩には有名な示現流という剣術があり、そこから名付けられ、「隼人」は鹿児島らしくということで薩摩隼人から名付けられている。

## 背景
アドベンチャーが維新ふるさと館から依頼された西郷隆盛の紙芝居を制作する仕事を請け負うにあたり、余り鹿児島の歴史を知らなかった監督の外山が、鹿児島の歴史を調べ始めたことをきっかけに鹿児島の歴史に興味を持ち、少しずつ薩摩剣士隼人の構想が固まっていく。
ゆるキャラブームや、ネイガーなどによるローカルヒーローなど、地方発信のキャラクターが注目を浴びる中、オモチャキッドが日本で初めての帯番組での地方発信ヒーロー番組だったにもかかわらず、当時、金儲けや経営について頭になかったがゆえに経済的な流れを生み出せなかったという想いから、CM制作を行っている会社「ツーウェイズ」社長の小野大に酒の席で、鹿児島のヒーローものをもう一度やりたいと思っていることを話したところ、俺に営業をやらせてということになり、九州新幹線全線開業に伴い、特産品や観光地、歴史、郷土文化などを楽しく分かりやすくPRしたいという思いからプロジェクトがスタートした。
超神ネイガーや琉神マブヤーなどをビジネスモデルにしており、鹿児島の観光地を全国に向かってアピールし地域活性につなげる狙いがあるため、撮影は県内各地の観光地で行われ地元を再発見して欲しいという思いから映像に地元の人も知らないような美しい風景を入れての撮影も行われており、隼人の登場シーンも舞台となる地域の伝統芸能である太鼓などで盛り上げており、その土地の特産品もボッケモンとして登場している。また、コアターゲットである未就学男児の子どもの心だけではなく男女、子供、若者、お年寄り、それぞれの立場から接点をもって楽しんでもらい幅広い全ての層の心をつかみ取り込む「全方位型プログラム」として設計されている。全方位型プログラムは、ゆるキャラも多く登場させ、かわいいと思ってもらうことや、アイドルユニットプリモゼを登場させる試みで、女性や若者の心をつかむ狙いもある。さらに歴史考証をNHK大河ドラマ「篤姫」において「篤姫紀行」で鹿児島関連のアドバイザーを務めた「東川隆太郎」が担当して、話の設定に大石兵六夢物語を織り込んだり隼人が示現流で闘ったりと、郷土の歴史や郷土芸能、時代劇の要素も取り入れて地元住民との触れ合いも出すことで、高齢者も含む大人にも面白がってもらう狙いもある。
薩摩剣士隼人は、いろんな意味で鹿児島を元気になってもらうことを目的としているため、見てもらい元気になってもらう他に、いかに鹿児島にお金をまわせるかを意識しており、特産品を食べたり飲んだりして魅力を伝え、主題歌などについてもアマチュアも含め鹿児島で頑張っている人の歌を取り入れ採用しており、フィギュアも鹿児島の人間が原型を制作するなど、いろんな人たちを巻き込み鹿児島の魅力を全面的に伝えることを大事にしている。
『仮面ライダー』に憧れて高校時代にショーのアルバイトでアクションを学んだという監督の外山は「本当に良いものを作って、行政や県民をどんどん巻き込んでいき、いずれは鹿児島県の経済に貢献できる大きなうねりを起こしたい」、「鹿児島県内に住む人たちに、こんなおいしいものに囲まれ、こんな素晴らしい人たちに囲まれ、こういうところの、こんな素晴らしい場所に住んでいるんだよということをもう1回再認識してもらい、鹿児島をもっと全員で鹿児島県外にアピールして、結果的に経済の流れを生んで元気になっていけば理想的」、「ご当地ヒーローの使命は、ふるさとを元気にして大きな経済の流れを生み出すこと。隼人は10年続けたい。鹿児島の魅力を集めたテーマパークをつくるのが目標」、「（薩摩剣士隼人YOKADO!カゴンマ放送で）関東でも隼人やぐりぶーの知名度や人気が上がれば、物産展を開くときに集客力になり、鹿児島をアピールする力になれる」と語っている。
統括プロデューサーの小野大は「現代の子どもや若者たちは、伝統芸能や郷土史、偉人たちの思想や暮らしの知恵など、鹿児島に受け継がれてきたすばらしいものに触れられる機会が少なく馴染みの薄いものになっている。『薩摩剣士隼人』では、それらがわかりやすく盛り込まれ、郷土の文化を楽しみながら身近なものとして感じてもらえるようにしている。県外の方が観れば鹿児島を好きになり、行きたくなる、そして地元の皆さんが観れば、鹿児島に住んでいてよかったと、自分たちの住む街が誇れるものであることを再認識できる」、「まずマブヤーのように県民に愛されるヒーローが目標。10年後には、隼人たちと触れ合え、県内各地のご当地キャラクターや名産品を集めたテーマパーク「ボッケモンランド」建設を目指す」と語っている。
南日本新聞2014年元旦の特集では、鹿児島愛について語る対談で「鹿児島の良いところはいつまでも残ってほしい」と語る隼人にヤッセンボーが「今は変化の激しい嵐の時代。鹿児島の人口が減る中、知恵と工夫で力を合わさなければ、ただ鹿児島が好きでは良いところは残らない」と反論し、それに対して隼人が「良いチームワークなのにバラバラじゃもったいない。俺たちや若者がしっかり地域を繋げ鹿児島の良いところを守っていかねば」と語っており、監督の外山も「ご当地キャラも単体だとすぐ飽きられる。鹿児島には頑張っている人や良いところがたくさんあるが点のままだともったいない」と語っているが、テーマパーク「ボッケモンランド」について監督の外山は、鹿児島中のゆるキャラやボッケモンがパレードやショーを行い、地産地消のレストラン、ご当地ソフトクリームなどのご当地スイーツストリート、ご当地ラーメンストリート、アートマーケット、焼酎や温泉のパビリオン、薩摩切子や黒酢などの特産品のパビリオンなどに加え、ジェットコースター、観覧車などもある、ここに来れば食べたり触れたり遊んだりできて酒も飲め、鹿児島をもっと好きになる鹿児島版ディズニーランドのような混合パークを構想していると語っている。
企画立ち上げ当初のスタッフは3、4人だったが、学生や社会人ら約20人が隼人を支えるようになった。ショーなどイベントの仕事で土日祝日には動けないことが多いため平日に撮影を行うことが多いが、他に仕事や学業を持っているスタッフも多く、無理して休んでもらったりと負担をかける形で撮影を行っている。撮影用のカメラはYahoo!オークションで入手したものを使用しており、ドリー撮影も専用の機材は高価なため車椅子を使用して撮影するなど工夫を凝らしている。また、第一部の途中からアクション監督を務めている中島厚也は「東京と比べると人も機材も予算も少ないがコンピューターグラフィックスに頼り過ぎないアクションが作品のいいアクセントになれば」と語っている。
隼人の刀に刃がないことについて監督の外山は、「元々小さいころはウルトラマンとかより怪獣が好きで、怪獣は何か悪いことしたかというとそうでもなく、怪獣は体が大きいだけという理由で出てくるだけで殺されてしまう。なんで怪獣って殺されるんだろう?正義のために戦わないヒーローものができないかという思いがずっとあり、戦う相手の命を奪わないという隼人の今のコンセプトに繋がった」と語っている。また、監督の外山は2010年9月17日に放送されたKYT news every.の取材インタビューにおいて「敵をも仲間にしてしまう鹿児島の懐の広さみたいなものを剣というものを通して伝えていけたら」と語っており、統括プロデューサーの小野大は「隼人の愛刀には刃がない。刀と刀を合わせることはあっても人にあてて傷つけることは決してない。剣を交えることで魂をぶつけ合い、悪知恵を働かす者たちをも友として迎え入れる。相手を否定するのではなく、お互いが認め合うことで誰しもが自分の過ちや自分らしい生き方に気づいていく。世の中には様々な人がいて話す言葉も考え方も人それぞれ異なる。言葉を交わすだけでなく一緒に笑い、泣き、ぶつかり合う中でどんな相手でもいつしかお互いを理解しあえるようになる」と語っている。
「心の剣に刃なし、道は交わり和を結ぶ」という決まり文句は原作者の一人である原田英樹が丸に十の字の紋から着想している。
監督の外山は、頴娃町での第一部七話のしぶきの中で戦うシーンが一番気に入っており、撮影場所は番組作りのうえで唯一のこだわりで、監督の外山が自分の足で回って決めており、数日間下見に行ったうえで有名な場所とあまり知られていない場所を入れるようにしているほか、指宿市では、菜の花の向こうで隼人が戦っているように撮るなど、季節や場所が伝わるように工夫している。第一部十話で隼人とヤッセンボーが戦っていた場所は、日ごろは立入禁止区域になっている桜島の広場で特別に許可をもらい撮影しており、火山口に一番近い撮影現場は赤水展望広場。
薩摩剣士隼人について監督の外山は「薩摩剣士隼人は始め、鹿児島の人に鹿児島をもっと好きになってもらいたいという想いで作っており、分からない言葉は両親、祖父、祖母、周りの大人に聞くコミュニケーションを大事にして欲しいという狙いがあった」と語っている。なお「今後薩摩剣士隼人を通じて鹿児島を全国や世界へ発信していくにあたっては標準語や外国語の字幕も必要なんじゃないかと感じている」と述べている。

## 人気
早朝の放送にもかかわらず放送開始直後から話題を集め、第一部三話の視聴率は2.5%を超え 第一部の最高視聴率は3.7%に達しており、テレビCMにはJA共済、NTTドコモ、イケダパン、寿福産業、サンクス、南九州ファミリーマート、SAKODA、鹿児島ゴルフリゾート、薩摩酒造、奄美大島にしかわ酒造、三洋ハウス、トヨタカローラ鹿児島、ダスキン九州、鹿児島県酪農協同組合、デーリィ牛乳、太陽光発電のやまと、積善社　飛鳥会館、財宝、イベント・かごしま百円茶屋、宇宙航空研究開発機構・的川泰宣公認のゆるキャラ「はやぶさクン」と一緒にCM出演した映画「おかえり、はやぶさ」、Kランド鹿児島、ふれ愛ランドリー、鹿児島県酒造組合、鹿児島県広報CM、ラジオCMにはJA共済、鹿児島県酪農協同組合、鹿児島県防犯協会、積善社　飛鳥会館、新聞の紙面や雑誌などの誌面では、新聞紙広告の護国神社や2012年7月に日替わりでボッケモンたちが毎日掲載された鶴丸高校同窓会などをはじめ、イベントなども含めた広告に多数登場しているほか、鹿児島テレビの2012年3月放送「おしゃべりサラダ」番組内の「まるごとサラダ」では、揚立屋の宣伝も行った。ちなみに、JA共済連鹿児島は地元の正義の味方というキャラクターが内容にピッタリという理由から交通安全を訴えるCMに起用している。
鹿児島での人気を受け、インターネット上でも口コミで地味に話題が広まって注目を集めている模様で、最近の若者が使わないような鹿児島弁も飛び交う鹿児島アクセントな登場人物たちの会話に加え、日曜朝6時15分放送という時間帯もあり、中高年の間で最初にブームの火がつき、YouTube配信版と、その微妙なユルさからツイッターでの評判を通じて全国各地の鹿児島県出身者を中心に面白さが広まっていっているとのことであり、msn産経フォトや、Yahoo! JAPANの映像トピックスでも紹介されている。また、子どもを持つ母親からの支持も、かなりある模様。
YouTubeの公式チャンネルの配信動画は2012年3月時点で20万回以上再生され、公式ホームページには県外からのアクセスも多く、次第にアクセス数が1日に5万を超えた日もあるようになり、2012年2月時点でのアクセス数は1日5万件以上になっている。また、公式ホームページ内には、「みんなが考えたボッケモンコーナー」、二次創作を投稿できる「ファンアートコーナー」、子どもたちが描いた似顔絵を投稿できる「よい子の似顔絵コーナー」、キャラ弁やフィギュアなどの写真を投稿できる「ハンドメイドコーナー」、「交流掲示板」などの、画像掲示板「ボッケモン広場」も開設されている。また、mixiにおいても、番組スポンサー企業のイケダパンや番組スタッフが、それぞれコミュニティを開設しているほか、ドコモのマチキャラでも薩摩剣士隼人が配信されている。
その人気ぶりから2012年2月には鹿児島県議会一般質問の場でも取り上げられ、薩摩剣士隼人の今後の人気活用法についての質疑に対して知事が薩摩剣士隼人を農産物のPRや教育に役立てていきたいと答えており、同日のKTSスーパーニュースでも報道された。
隼人が鹿児島中央警察署の安心・安全大使に任命されたのを期に、同署生活安全課の永池祐治課長代理が番外編（パート1）の脚本を考案。鹿児島銀行本店や署内などで行われた3度の収録を経て約2か月がかりで製作されテレビ放送された他、隼人らが出席した振り込め詐欺被害防止総決起大会でも番外編（パート1）のDVDが放映された。
なお、あまりの人気に2012年4月から9月まで毎週日曜日朝6:15〜と毎週土曜日午前1:50〜の週2回ずつ再放送されており、2012年10月から2012年12月までは当初描きたかったところまで制作が間に合わなかったことから、さらに1クール延ばしたうえで描ききれなかった謎を明かす第一部完結編が放送された。2014年4月からは第二部　黒潮激闘編が放送され、海運会社、航空会社、観光施設、コミュニティFMラジオなど島における多数の会社や団体が撮影に協力した。イベントの司会や番組のレポーターなど、アクション、スーツアクター、絵師、衣装製作補助、挿入歌、声優、ヒロインなどの出演者に関する募集も何度か行われ、握手会やショーも鹿児島県内において頻繁に行われており、ディナーショーなども行われている。また、コスプレや同人誌など薩摩剣士隼人だけの同人イベントも行われており、2013年5月のインターネットニュースサイト「ねとらぼ」でも今最も熱いローカルヒーローと紹介された。2015年8月には讀賣新聞で「映像化された本格派」と紹介され、2016年9月にはインターネットニュースサイト「Spotlight (スポットライト) 」で「シュールさ全開」と紹介された。
エーコープ鹿児島の配送トラックには、JA共済の広告で薩摩剣士隼人がプリントされた車も走っている。2012年10月からは、鹿児島市内において薩摩剣士隼人がデザインされ青色回転灯付きパトカー風にラッピングされた市電「青パト電車・生活安全号」が運行されており、当初1年間の予定だったがさらに2年延長された。2013年3月からは鹿児島市内や薩摩川内市内などで薩摩剣士隼人のラッピングバスが走っているほか、FC鹿児島の移動バスはJA共済と薩摩剣士隼人がプリントされたものとなっている。
鹿児島県外では、2015年1月に東京都内の大型スーパー・イトーヨーカドー葛西店で行われた計4回の単独ショーでは各回約200人が訪れ、鹿児島出身者以外も多く、自作フィギュアを持参してきた者もいた。2014年に全国のご当地ヒーローが集合したイベントでもトップ級の人気だった模様で、このことについて統括プロデューサーの小野は「よそは仮面ライダーや戦隊ものをイメージさせるものが多いが、隼人は剣士もので日本式のキャラクターなので、そこが受けるのでは」と話している。
第一部完結編について監督の外山は「前半では鹿児島の良さを盛り込んだが、彼らが前を向いて生きていくための決着編として、鹿児島の風土的な良くない部分、暗部も含めて鹿児島というものを表現したい」と語っていた。第二部は種子島や屋久島、奄美大島などの島も舞台になり、泊り込みで島での撮影を行ったほか、アイくろや豪族武人熊襲たち新キャラクターだけでなく第一部に登場したボッケモンも登場しており、鹿児島県内外の企業や自治体が死蔵している、ゆるキャラも作品に参加させたいと語っていた。

## キャラクター展開

### 鹿児島県内
- テレビ放送開始前の2011年9月には、鹿児島テレビのイベントでテレビ生放送もされた「第18回KTSの日」でのステージでショーを行っており、以降は毎年KTSの日で生放送出演やショーなどへの出演を果たしている。2014年は会場の県民交流センター内で「黒潮激闘編SP」と題した薩摩剣士隼人第二部第一〜第四話までの上映会が行われた。
- 2011年9月21日には隼人が伊藤祐一郎鹿児島県知事を表敬訪問したほか、鹿児島県庁の観光課とPR課、南日本新聞社、南日本リビング新聞社を訪問している[57]。2012年8月には、薩摩剣士隼人たちとスタッフらが鹿児島市長の森博幸を表敬訪問している[58][59][60][61][62]。
- 2012年から2015年の吹上浜砂の祭典には薩摩剣士隼人を題材にした砂像が展示され、隼人とコラボした2014年の砂像コンテストファミリー大会は番組でも紹介され、2013年と2014年には3月から5月にかけ、鹿児島空港に隼人、つんつん、ダイサイゴー、ヤッセンボーをモチーフにした砂像が展示されたほか[63]、2013年の第18回「氷の祭典」アイスカービングin伊佐には隼人の氷像が展示された。
- 2012年5月には2日間、大野屋黒豚村にて隼人コースを予約した客に対し、薩摩剣士隼人が祝杯の挨拶を行うサービスが行われている。2013年12月には「Happy Dining　虹家」に隼人とヤッセンボーが登場した。2014年1月には、さつま町の飲み歩きイベント「みやんじょdeちょいのみ」に隼人、つんつんが参加した[64]。
- 2012年8月末までの平日限定で、鹿児島ゴルフリゾートにおいて通常のプレーに昼食と薩摩剣士隼人ゴルフボール1ダースが付いてくる「隼人パック」が行われた。また、1日限定で親子で隼人とゴルフができるイベントも行われた[65]。
- 従来、鹿児島空港では、こどもの日向けのイベントがなかったため鹿児島空港ビルディングが企画して、2012年に鹿児島空港国内線出発ロビーで隼人らと対戦するじゃんけん大会や、クイズ大会、撮影会を行うこどもの日イベントが開催され、終了後は子供らに、あくまきが振る舞われた[66][67]。
- 2012年6月には「薩摩剣士隼人を応援する会」主催のもと、『篤姫』における「篤姫紀行」の原稿を手がけ薩摩剣士隼人の監修も務める東川隆太郎をナビゲーターに迎え、隼人も登場したり撮影見学やエキストラ参加も行われた「薩摩剣士隼人と学ぶ鹿児島のたから塾　史跡めぐりバスツアー」が行われ、2013年1月には民間バス会社が撮影見学バスツアーを行った。他にも「薩摩剣士隼人を応援する会」主催で、隼人たちとサマーナイト花火大会翌朝の清掃活動を行うイベントや[68]、隼人たちと鹿児島の伝統的な遊び「ナンコ」を行うイベントなどが開催されている。
- 2012年7月には、ボッケモンプロにより「薩摩剣士隼人ファン感謝祭」が開催されている。
- 2012年から2014年の7月には、鹿児島銀行が、お金の種類、役割、使い方、お金や鹿児島の産業についてクイズ、外国為替取引を学ぶ体験ゲームを行う「ご当地キャラクター薩摩剣士隼人とともに学ぶ1日コース」を開催している[69][70][71]。
- 2012年7月には、「新米まつりinおいどん市場　薩摩剣士隼人と新米でおにぎりを作ろう」が開催され、その模様はMBCラジオでも放送された[72]。
- 2012年から2016年の7月には、MBC夏祭りで、2012年と2013年には奄美大島にしかわ酒造のブースに、2014年から2016年にはステージや特設ゆるキャラブースに、薩摩剣士隼人のキャラクターたちが登場している。
- 2012年と2013年には、南日本新聞定期購読広告ポスターに隼人らが起用されている。
- 2012年8月31日からは、タカプラ6階タカプラギャラリーにおいて3日間、展示パネル、着ぐるみ、小道具、キャラクターサイン色紙の展示、麺inカゴンマのラーメン解説音声、本物に近づけて作られた隼人とヤッセンボーの子供用なりきり衣装の試着撮影サービス、甲冑師「景光」による「薩摩剣士隼人之兜」展示、会場内で流れるコント的なつんつんのDVD映像やコンコンとつんつんのラジオ、公募Tシャツデザインの展示、ボッケモンカードバトル大会などで構成された有料イベント「ボッケモン展」が開催された[73]。その後も同フロアでは、ボッケモン歌謡SHOWなどをはじめ多数のイベントが開催されている。
- 2012年9月には鹿児島市の天文館ベルク広場で開催された指宿市と霧島市の観光推進事業PRイベントに登場した[74]。
- 2012年9月には、映画「サイタマノラッパー3」公開を記念して、GA★ラッパーとコンコンの両A面CD発売記念もかねて、鹿児島のラッパーたちとともにGA★ラッパー、つんつん、隼人、きりこ、つむぎが歌や踊りを披露したイベントが、マルヤガーデンズで行われた[75]。
- 2012年10月からは、鹿児島のホテル「レム鹿児島」が薩摩剣士隼人ストラップ付の宿泊プランを行っている。
- 2012年11月には、おはら祭前夜祭を紹介する「ゆうテレ・おはら祭スペシャル」で隼人、つんつん、ヤッセンボーが、ダチョウ倶楽部と共演したほか、おはら祭の本まつりでは、隼人、つんつん、コンコン、ヤッセンボー、プリモゼが踊りに参加[76]しており、プリモゼの単独ショーも開催され、敵役として新たなキャラクター「オゴージョ」も登場した。その後、2013年、2014年、2015年、2016年もおはら祭にイベントなどで出演している。
- 2012年11月と12月には市電や市バスなどのイベントに複数登場しており[77][78]、JR九州のICカード乗車券sugokaの鹿児島での利用開始に伴う記念式典にも登場した。
- 2012年12月には、鹿児島青年会議所が小学生を対象として、環境やエネルギー問題をテーマにして制作した番外編（パート4）の上映会を行った[79]。
- 2013年1月には、有名芸能人や有名ミュージシャン、モデル、地元のモデルが出演したファッションショー「鹿児島ニューイヤーコレクション」で、ぐりぶーやギュージンガー・ブラックに加え、隼人、つんつん、黒ぢょか太郎が登場した。
- 2013年1月には、城山観光ホテルで行われた鹿児島県観光連盟主催の新年互例会で、ダイサイゴーやイッシーも含めたほとんどのボッケモンたちが登場し新作ショーが行われたほか、ぐりぶーダンスの披露も一緒に行った[80][81][82][83]。
- 2013年1月には、鹿児島の伝統的な正月遊び「破魔投げ」の大会が鹿児島市で行われ、隼人も特別参加した[84][85][86]。
- 2013年3月には、JR川内駅で行われたFMさつませんだい開局イベントに登場し、ショーも行った[87]。
- 2013年3月には、鹿児島の食材を使った弁当を審査する「おやこ弁10（べんとう）フェスティバル」では隼人がゲスト審査員を務めた[88]。
- 2013年と2015年の4月には、新聞6社と販売店が行っている「県支部新聞公正取引協議会」が、春の新聞週間に合わせイオンモール鹿児島で6日付の朝刊6紙計1200部を無料配布するイベントに隼人たちも参加した[89][90]。2013年8月には、南日本新聞会館で開催された南日本新聞の販売所長らによる南伸会が子供に新聞の読み方を教える「親子よむのび教室」に隼人とヤッセンボーも参加している[91]。2013年、2014年、2016年には10月の新聞週間で、隼人とつんつんにより6紙の試読紙無料配布イベントが行われた[92][93][94][95][96]。
- 2013年6月には隼人とつんつんが、熊本県のくまモンと天文館むじゃきでミニイベントを行ったほか、2014年11月には伊佐市で行われた「ご当地キャラリンピックin伊佐」でも隼人が、くまモン、イーサキング、ぐりぶーなど多数のゆるキャラたちと一緒に出演している。ちなみに隼人は2011年4月にもくまモンと一緒に新幹線に乗ったうえNHK福岡「ぐるっと8県九州沖縄」でテレビ生出演を果たしている[97]
- 2013年に鹿児島県立鴨池陸上競技場にて行われたヴォルカ鹿児島vs沖縄の海邦銀行サッカークラブのハーフタイムでは、Going Now!〜つながり〜をroddyが歌う中、イーサキング、遊戯天士アムルと共に隼人が「ひっとべ!ボッケモンランド」のダンスを踊った[98]。
- 2013年6月には、鹿児島市の「かごっまふるさと屋台村」において1980年度生まれの同級生300名が集まったイベント「5556祭@鹿児島」において、隼人が1980年生まれとされるご当地ヒーローとして参加した[99]。
- 番組監修を務める東川隆太郎の案内で隼人らと共に鹿児島の名所を訪れるイベントが幾度も行われており、その中には金生通りを歩くイベントなど番組収録も兼ねたイベントも行われた[100]。
- 2013年と2014年には、種子島、屋久島、奄美大島、徳之島の様々なイベントにも登場している。
- 2014年5月には鹿児島市の宝山ホールで薩摩剣士隼人プロジェクトのボッケモン多数にダスキング、roddy、BLACK BABE、永山淳などが出演した大規模有料イベント「薩摩剣士隼人スペシャル音楽SHOW　鹿児島と宇宙がタイヘンだ!」が開催された[101][102]。
- 2014年と2015年の10月には、KKB夢応援フェスタのステージショーへ、ぐりぶーと一緒に隼人、アンドロメダ将軍が出演した。
- 2014年12月には、鹿屋市で行われた有料の国民文化祭かごしま2015プレイベント「かのやフェスティバル」で、ヲタコイVol.1メリーカオスマスにプリモゼレジェンドが出演したほか格闘ゲーム「ボッケモンバトラーズ2」ロケーションテストが行われ、翌日の「おおすみこどもフェスタ薩摩剣士隼人　大隅のボッケモンが大集合ってことでクリスマスだよ!歌って踊ってスペシャルショー」では、ぐりぶー親子、大隅の多数のゆるキャラ、永志保、松永太郎、永山淳一、roddy、Ayaに加え、大型ボッケモンのダイサイゴーやイッシー、薩摩剣士隼人レギュラーメンバーのボッケモンたちが出演した[103]。
- 天文館で行われている、ゆるキャラの散歩イベントにも参加している[104]。
- 2015年5月には、さつま町で行われた町おこし挙式イベント「さつま de Wedding Festival」に隼人とヤッセンボーが出演して、ぐりぶー夫妻や作曲家の新垣隆らと共演した[105]。
- 2015年9月には、サムライ・ロック・オーケストラの鹿児島公演「アメージング・モモタロウ」のオープニングとエンディングに隼人とヤッセンボーが出演。
- 2015年10月には、演歌歌手はやと五周年記念チャリティーコンサートに出演。
- 2015年11月には、1日「本格焼酎の日」に行われた「天文館本格焼酎まつり」で、ぐりぶーやダンサーによるフラッシュモブに隼人とナンコスイガーも駆け付け、隼人が焼酎で乾杯をした[106]。
- 2015年12月には、南日本新聞主催の鹿児島市民文化ホールで親子連れ約1900人が集まり行われた『第63回クリスマスこども大会』に、サンタクロース姿の隼人とつんつんが出演した。
- 2016年6月には、鹿児島キャリアデザイン専門学校で行われたイベント「サツマ・ウォー」にて、オモチャキッドDXのキャラクターとのコラボショー、格闘ゲーム「ボッケモンバトラーズ2」の途中経過発表、10月放送予定『巨人伝説サツマジン』の正式発表や4mを超えるロボット・サツマジンの初披露が行われた[107]。
- 2016年10月には、鹿児島中央駅で行われた紅はるか配布会にて、からいもこが「さつまプレシャスチップス」を配った[108]。

### 行政イベント
- 2011年12月1日には、薩摩剣士隼人が鹿児島中央警察署の一日警察署長に任命され、防犯・交通安全教室も行った[109]。2016年1月8日にも110番の日イベントで同署から一日警察署長に任命され委嘱式が行われた。2012年1月11日には、うそ電話詐欺や交通事故防止などをPRする同署の「地域を守る安心・安全大使」に半年間任命され、署内の一室で行われた委嘱式でスピーチを行い、天文館アーケードで防犯ボランティアら約30人、ダイサイゴー、つんつんと共に、薩摩剣士隼人が二重ロックや防犯登録を訴えた自転車盗難防止のチラシを配布した[110]。反響の大きさから、2012年6月までだった地域を守る安心・安全大使の任期期間は何度も延長され[111][112][113][114][115][116][117]、再委嘱式などの様子は当日のNHKやKKBでのニュースでも放送された。2013年10月には鹿児島中央警察署より表彰式にてボッケモンプロが感謝状を貰っており、その日の昼と夕方に放送された鹿児島のNHKニュースでも取り上げられた。任期の延長は続いており、2016年現在も鹿児島中央警察署から計6回目の委嘱となる安心安全大使を任されている。
- 2012年4月6〜15日には鹿児島県内各地で薩摩剣士隼人とつんつんが春の交通安全運動を行い、4月5日には隼人やつんつんが、天文館に集まった山下小学校や名山小学校に翌日入学する子どもたちや保護者など約80人に対し、交通安全教室を行った[118][119][120][121]。2015年12月にも、鹿児島中央警察署で隼人とつんつんが園児に防犯や交通安全の講習を行った[122]。
- 2012年4月6日、JA共済連鹿児島が、自転車用の反射材、キーホルダー、ランチバッグなど、約2万3000点の交通安全グッズを鹿児島県交通安全協会に贈り、鹿児島県警察本部で行われた贈呈式に隼人やつんつんも登場し、交通安全を呼びかけた[123]。
- 2012年8月8日、いおワールドかごしま水族館にて、寸劇で薩摩剣士隼人らが子供たちに万引きや自転車盗難をやめよう非行防止を訴えるなどの活動を行った[124][125][126][127][128]。
- 2012年10月11日、鹿児島市で行われた秋の全国地域安全運動出発式で、薩摩剣士隼人が「日本一安心安全な街づくりに取り組みます」と宣言を行った[129][130]。2016年10月も隼人とつんつんが出席した。
- 2013年1月の110番の日には警察本部110番室1日通信指令室長につんつんが任命され、110番通報訓練と題して、天文館で通行人にイタズラをして、いたずら110番までかけるヤッセンボー一味に一日通信指令室長のつんつんが隼人に出動を指令し、中央署の警官とヤッセンボー一味を懲らしめる催しが行われた[131][132][133]。
- 2013年9月には、鹿児島市安心安全まちづくり市民大会の市街地パレードに隼人とつんつんも参加した[134]。
- 2012年7月からは、鹿児島県警ホームページで隼人たちが手信号の動きを隼人たちが解説するコーナーが開設され[135][136]、2013年1月からは隼人たちが歩車分離式信号機を解説するコーナーが[137]、2013年4月からはコンコンたちが押ボタン式信号機を解説するコーナーが開設された[138]。
- 2013年9月には、横川警察署から「交通死亡事故抑止アドバイザー」として半年間の委嘱を受けた[139]。
- 2015年1月には、隼人が志布志警察署の1日署長を務めた[140]。
- 鹿児島市消防局の「2012春の火災予防運動」ポスターには薩摩剣士隼人とつんつんが採用され、2012年春の地域安全運動ポスターには隼人が採用された。2013年12月には鹿児島中央警察署などによる「飲酒運転8（やっ）せん運動」の飲酒運転撲滅ポスターにヤッセンボーが採用され、2013年12月12日には鹿児島県交通安全協会鹿児島中央地区協会でお披露目式が行われた[141]。これに絡み2014年1月には本坊商店によりヤッセンボーがラベルになったノンアルコール飲料「ヤッセンフリー」が鹿児島県内のスーパーやコンビニエンスストアなどで販売された[142][143][144]。また、2014年4月からは同社から、ゆずの炭酸ジュース「薩摩剣士隼人ゆずスカッシュ」も発売されている[145]。
- 2014年度には鹿児島自動車税納付期限ポスターでぐりぶー、さくらと共に牧師姿の隼人が採用された。
- 2012年3月18日には、ショーも行われた新幹線開通1周年を記念して川内駅で行われたイベント「川内きやんせ祭り」で「一日川内駅長」を任命され、任命式で駅長から委嘱状を手渡された[146][147]。
- 2012年7月には、アミュプラザ鹿児島のアミュ広場で行われた選挙フェスタで、実際の知事選で使う投票箱や記載台などを設営し、つんつん、コンコン、GA★ラッパーを候補者に見立て、来場者が投票する「ぼっけもん人気投票」という模擬投票を実施した。結果は、つんつんが最も票を獲得、コンコンが次点となった。後日、その様子はラジオでも放送されている[148][149][150][151]。
- 2015年4月には、同月に行われる県議会議員選挙に向けた選挙啓発事業「親子deせんきょ」で、交通事故のない安全な街にすると掲げた隼人、食べ物屋がいっぱいの元気な街にすると掲げたつんつん、自然を大切にする街にすると掲げたコンコンの3名を候補者に見立て、3候補者のポスター掲示や政策内容の書かれた資料の配布、投票した先着100名に薩摩剣士隼人グッズがプレゼントされた「薩摩剣士隼人ボッケモン模擬選挙」が川内商工会議所で行われ、つんつんが当選となった[152][153]。
- 2012年8月には、姶良市の県防災研修センターにおいて、県と鹿児島地方気象台、県消防協会の主催による防災・お天気フェアにおいて防災お天気クイズに隼人も参加した[154][155]。
- 2011年、2012年、2013年には、「税を考える週間」に合わせ毎年11月に開催される税金に関するイベント「タックスフェスタ」で様々な催しに出演した[78]。
- 2013年、2014年には、「土木の日」に合わせ11月に行われる「土木フェスタ」でショーを行った。
- 2012年9月には川内駐屯地、2013年12月には国分駐屯地、2013年と2014年の7月には鹿児島市内で行われた「自衛隊みなと祭」と様々な自衛隊イベントで、隼人率いる様々なボッケモンが戦車などの車両に搭乗したパレードなどに出演している[156]。
- 2014年8月には、「美しいまちづくり運動強調月間」の天文館地区で実施された市民一斉清掃「クリーンシティかごしま2014」に、「鹿児島市みんなでまちを美しくする条例」施行10周年を記念して、さくりん、ぐりぶー、森市長、市民、学生と一緒に、隼人とつんつんが清掃活動を行った。
- 2015年3月には、鹿児島市中央公民館で行われた鹿児島市の自転車貸し出しサービス「かごりん」開始記念のセレモニーに、鹿児島市長の森博幸と隼人、ヤッセンボーが出演した[157][158][159]。
- 2015年10月には、鹿児島アリーナで行われた第30回国民文化祭かごしま2015開会式に、薩摩剣士隼人のボッケモンが鹿児島県にいる大勢のご当地キャラたちと出演した。
- 2016年8月には、新メンバーとして指宿市出身の日本人メンバーが加入したことをきっかけに、上海のアイドルグループ『Lunar（ルナ）』がメインで踊る、鹿児島県制作のプロモーションビデオ撮影において、隼人、ヤッセンボー、熊襲、つんつん、コンコンが、ぐりぶーたちと共にバックダンサーを務めた[160]。プロモーションビデオは2016年12月に、「恋戦Kagonma / かごんまウェルカム」という題名で公開された。
- 2016年7月からは、アニメ『妖怪ウォッチ』の主題歌「照國神社の熊手」を、鹿児島県による提供の元、ぐりぶーファミリーと一緒に隼人たちが踊った動画がYouTubeにおいて半年間限定で公開されている[161]。
- 2016年11月には、2018年度NHK大河ドラマ「西郷どん」決定を祝して、隼人、ダイサイゴー、ヤッセンボー、くぐり狐衆、つんつん、コンコン、黒ぢょか太郎、アマンクロスほか鹿児島県のご当地キャラクターたちと、幕末の衣装を着た鹿児島県知事や霧島市長らも含めた600人で鹿児島市内をパレードした[162][163][164]。

### 鹿児島県外
- 福岡県では、2012年3月にイオン筑紫野店で[165]、2013年3月にはイオン福津店で、2013年8月には博多駅前のJR九州イベントでショーが行われた。2014年12月には、九州のローカルヒーローたちが登場した北九州ポップカルチャーフェスティバル2014の「ローカルヒーローin北九州」で隼人、ヤッセンボー、つんつん、からいもこ、くぐり狐衆が出演した。2015年12月から2016年3月まで、大牟田市立・三池カルタ・歴史資料館で行われた『スーパー戦隊ヒーローカルタ展』では、薩摩剣士隼人の鹿児島いろは歌カルタも展示された。
- 大阪府では、2012年7月に京セラドーム大阪の「第8回関西かごしまファンデー」に薩摩剣士隼人、つんつん、ダイサイゴーが登場。2014年10月には大阪城公園で開催された戦国グルメやご当地キャラのイベント「天下統一大合戦太閤はんの大号令　ご当地キャラ天下統一大合戦」にて隼人、熊襲がショーなどに出演。2016年4月にはダイエーおおとり店の「鹿児島・奄美うまいもんフェア」で隼人とヤッセンボーがショーを行った。
- 東京都では、2012年11月に「旅フェア日本2012」のサンシャインシティ会場において隼人とヤッセンボーが、ぐりぶーとのショーや撮影会などに登場。2013年5月には声優の尾堂公信が、かごしま遊楽館に登場。2014年9月には、東京ゲームショウ2014の鹿児島市ブースに薩摩剣士隼人が登場した[166][167]。2015年1月にはイトーヨーカドー葛西店で埼玉県の坂東武人武蔵とコラボしたショーも行った。2015年5月と2016年6月には渋谷・鹿児島おはら祭に隼人が参加して踊りを踊った。2015年8月にはホテル日航東京で行われた「関東鹿児島県人会連合会　第6回納涼会」でショーを行った。2016年3月には東京プリンスホテルで行われた「関東鹿児島県人会連合会 祝 設立40周年記念式典」で隼人、黒ぢょか太郎、ヤッセンボーがショーを行った。2016年9月にはツーリズムEXPOジャパン2016において日本橋で隼人がくまモンらご当地キャラとパレードを行い、東京ビッグサイトでは隼人、つんつんが登場して鹿児島ブースにはダイサイゴーが展示された[168]。2016年11月には本格焼酎の日イベントに隼人とヤッセンボーが登場した。その他にも2013年から2016年現在まで、イトーヨーカドー、羽田空港、東京ドーム、かごしま遊楽館、代々木公園、日比谷公園、イオンモール、東武百貨店、小田急百貨店、渋谷CLUB QUATTRO、新宿ちどり歯科、ぢどり亭高円寺北口店など様々な場所で多数のショーやイベントが行われている。
- 岡山県では、2013年3月に山陽マルナカマスカット店や岡山駅「春たびフェアin岡山2013」でショーが行われた。
- 宮崎県では、2013年3月にスーパーの中にあるゲームセンター・ファミリーランドポニー都城店で撮影会が行われた。2014年4月にイオンモール宮崎で行われた九州のローカルヒーローショーが複数登場するイベントでは宮崎のローカルヒーロー天尊降臨ヒムカイザーとのコラボショーも行われた[169]。その他にも、2013年、2014年、2015年、2016年と、ファミリーランドポニー、イオンモール宮崎、高千穂牧場、こどものくにでショーや撮影会が行われている。
- 埼玉県では、2013年3月にイトーヨーカドーアリオ鷲宮店でショーが行われた。その後も、2013年から2016年現在まで、イトーヨーカドー、さいたまスーパーアリーナ、大宮駅、むさしの村遊園地、イオンレイクタウンなど様々な場所でショーを行っている。また、修学旅行先で出会った埼玉県立北本高等学校の「三年生を送る会」ではサプライズとして隼人からのメッセージがビデオレターで上映された[170]。
- 神奈川県では、2013年4月にイトーヨーカドーららぽーと横浜店で撮影会が行われた。2014年にダイエー横須賀店やイトーヨーカドーアリオ橋本店でショーが、2015年10月には横浜市の山下公園で握手撮影会が行われた。
- 熊本県では、2013年12月にグリーンランドで行われた「九州ご当地ヒーローバトル」に隼人、ヤッセンボー、くぐり狐衆、暗黒狐衆が出演しており[171]、2014年に行われた同様のイベントにも出演した。
- 千葉県では、2014年2月にイオンモール幕張新都心で、9月にダイエー新浦安店でショーが行われた。2014年10月には、千葉市で40団体100体以上のご当地ヒーローたちが集う2014日本ローカルヒーロー祭が鳳神ヤツルギ製作会社ヤツルギ魂により開催され、ショーや握手撮影会、映像上映などが行われた。ニコニコ動画に設けられたイベント公式チャンネルにおいて第一部と第一部完結編が2度に渡り無料一挙放送され[172][173]、10月5日に行われた一挙放送1回目での放送終了後のアンケート結果では「とても良かった」が91.9%、「まぁまぁ良かった」が5.5%を獲得した。
- 群馬県では、2014年4月に高崎タカシマヤでショーが行われた。
- 北海道では、2014年6月に藤丸百貨店の「九州・沖縄物産展」でぐりぶーとのショーが、2015年9月にはイオンモール札幌平岡でショーが行われた。
- 秋田県では、にかほ市で2014年10月に、国民文化祭・あきた2014の「ご当地ヒーロー文化祭」において、沖縄県の琉神マブヤーや新潟県の超耕21ガッターなどと共に隼人が「東北合神ミライガーショー」へ出演したほか、超神ネイガーの悪役組織「だじゃく組合」がホストの「ご当地悪役サミット」にヤッセンボーが出演。「ご当地ヒーロー・シンポジウム」には監督の外山が登壇して運営秘話などを披露した[174][175][176][177]。
- 栃木県では、2014年12月に複数のローカルヒーローたちが登場したアリーナたぬまの「ご当地ヒーローズコレクションin佐野」でショーが行われた。
- 愛知県では、2015年3月と2016年4月にイオン名古屋茶屋でショーが行われた。
- 岐阜県では、2015年4月に治水神社でショーが、2015年10月には、関ケ原合戦祭り2015でショーが行われた。
- 茨城県では、2016年6月に京成百貨店の大鹿児島展で握手撮影会が行われ、前日には大鹿児島展をPRするため茨城の各新聞社や水戸市長を訪問した[178][179][180][181][182]。

### 日本国外
- 2012年11月には、台湾の高苑科技大学で行われた鹿児島交流イベントに隼人とヤッセンボーも参加。高苑科技大学日本語学科の生徒が薩摩剣士隼人の中国語字幕版を製作中[183]。
- 2014年12月に、米国、東南アジア、ロシアなど十数カ国のバイヤーが集まりシンガポールで行われた映像コンテンツの国際商談会に統括プロデューサーの小野が赴いたときは、日本アニメ、侍、忍者への関心の高さから隼人への人気は上場だった模様[55]。
- 2015年9月にはイギリスのロンドンで、オックスフォード大学や、ウエストエンドのトラファルガー広場で行われた「ジャパン祭り2015」で、隼人とヤッセンボーが吹替版のショーを行った[184][185]。
- 鹿児島純心女子短期大学英語科では、英語科教授の永正理恵子と英語科准教授のGlenn Forbes（グレン・フォーブス）がアドバイザーを務める永正理恵子・グレン・フォーブス研究室が、薩摩剣士隼人の各話を英訳して海外の学生に見せ日本文化や鹿児島について英語で紹介する授業を行う「薩摩剣士隼人英訳プロジェクト」を2012年3月に立ち上げており[55][186][187]、英訳された字幕が付けられた番組動画はYouTubeで公開されている[188][189]ほか、鹿児島テレビにて2013年4月10日に放送された『見っどナイト』第1回でも、その様子が放送された。2013年12月にはオーストラリア交換留学生に学生制作の英語字幕版「薩摩剣士隼人」と、会場に登場した隼人とヤッセンボーによる英語版の薩摩剣士隼人ショーを披露した[190][191]。この英訳台本を使い同研究室監修のもと、鹿児島市の英会話スクール代表で英国出身の講師Alexander Joel Bradshaw（アレキサンダー・ジョエル・ブラッドショー）などが声優を務めて英語吹替版も制作進行中[55][192]。

## あらすじ
南北600km、約600の島々がある南の国鹿児島には「ボッケモン」と呼ばれる精霊たちがおり、多くのボッケモンは人々と仲良く暮らしていた。
第一部あらすじ
鹿児島の人々に恨みを抱き続けてきた吉野狐一族の封印に小さな隙間ができ、そこから子狐のコンコンが地上への扉を開く鍵「ボッケモンの涙」を入手する使命を帯び地上へと出る。一族の復活と復讐を企むコンコンは、くぐり狐衆やヤッセンボーの力を借り人々を襲うが、隼人やつんつんが、これを撃退。ヤッセンボーは鹿児島人への恨みから幻魔月光刀を復活させ、嫌がらせに留まらず、イッシーを凶暴化させるなど鹿児島人たちを恐怖のどん底へ叩き落とそうと画策するが、旅での数々の交流を通じ鹿児島人やボッケモンたちへの情が徐々に芽生えたコンコンと、コンコンと激しくぶつかり互いに理解しあい、いつしか友情を育み成長したつんつんの2人は、プリモゼの協力も得て人々の心をひとつにまとめ、鹿児島全体を危機から救う。
第二部あらすじ
ヤッセンボーたちは鹿児島の全てを驚かし尽くそうと決起し奄美などの島々を含めた鹿児島の人々を襲い、駆けつけた隼人たちと闘う。奄美では憎しみを抱いたアイくろが薩摩討伐に旅立ち、霧島では豪族武人熊襲が復活。からいもこことスイートポテトレディが見せる謎の行動、新たな神々の登場、古の宝や新たな武器をめぐる争いなど様々な思惑が絡みボッケモンたちが激闘を繰り広げる。

## 登場人物
ボッケモン
古来より鹿児島に息づく万物の精霊。正式名称はボッケモンスター。言葉や概念や慕う思念などの想い、生き物の魂などから誕生する模様。特産品など形あるものから風習など形のないものまで、鹿児島で愛されている全てのものがボッケモンとして存在しており、その多くが一般生活に溶け込み、鹿児島の人々と共に日常生活を送っている。ゆるキャラ風のキャラクターも多い。名前の由来は「強く豪快で、おおらかな心を持った」という意味合いの鹿児島弁「ぼっけもん」。精霊であるボッケモンは、妖怪みたいなものなので年齢設定や年をとるという概念もなく、高齢のボッケモンは最初から、その年齢や風貌。これについて監督の外山は、色んなものに想いや概念が加わったときにボッケモンとなるので、視聴者による想像の余地を残すため、どれくらい前に誕生したとガチガチに設定せず、気が付いたらいることになっていると解説している。また、ボッケモンたちは温泉好きでもある。
一般人
太鼓奏者のほか、公開撮影でのエキストラで一般人が多数出演しているほか、第一部完結編第四話では、ラジオ司会者のDJ POCKYが鹿児島中央駅前広場のアミュスタジオでニュースを読みあげる役として、種子島出身で第一部一話の撮影を無償で行ったJSCの羽生孝文は第二部二話でも撮影を行っており地元のサーファー役としても出演している。
太鼓奏者
各地域にいる太鼓奏者。いずこからともなく現れ薩摩剣士隼人が登場する際に太鼓を奏で、帰っていく。各話毎に登場している団体が違い、舞台になっている地域で活動している太鼓の団体が演奏している。

## 用語
ボッケモンの涙
地上への扉を開く鍵と言われていたが実はヤッセンボーの虚言であり、幻魔鏡にボッケモンたちの悲しみや悔しさや怒りの涙を集め、さらなる力を得るというヤッセンボーの計画だった。だが、幻魔鏡コンコンパクトにこぼれた、つんつんとコンコンの嬉し涙で地上への扉の封印が解かれるというヤッセンボーにとっては想定外の事態となってしまった。
狐一族の三種の神器
吉野狐一族に伝わる神器。連動することにより、人々の恐怖を集め闇の力へと変える力も持っており、その力で巨大な力を発揮する。第一部完結編において、実はヤッセンボーが妖術と科学技術を駆使して造った心をエネルギーとする装置だったことが判明した。
幻魔宝珠ヤッセンボール（げんまほうじゅヤッセンボール）
郷中教育の「嘘を言うな」という教えに対し、人を騙す嘘を象徴とする神器。ヤッセンボーが「ヒンデレコンソワカ」と呪文を唱えると妖術により十尾の焔から薄い霧「幻魔空間」が発生するとともにンダモ支丹という鬼のような姿をした妖怪を生み出すことができる。複数のンダモ支丹を、いっぺんに生み出すことも可能。第一部完結編では直接投げつけ使用したこともある。また、写真撮影機能も備えている。
ヤッセンボー最大最後の秘術により、人々の恐怖からなる大量な闇をまとい巨大になって桜島上空に浮かび、複数の大ンダモ支丹を生み出した。打ち破るにはコンコンパクトで心の光を浴びせて闇をかき消すしかない。最大最後の術は、そのまま続いていれば、いずれは鹿児島だけでなく世界の全てが闇に覆われてしまうものだった。
幻魔鏡コンコンパクト（げんまきょうコンコンパクト）
郷中教育の「負けるな」の教えに対し、人に頼る弱さの神器。感情をエネルギー源とする幻魔鏡が納められたコンパクト。表面は水色の宝石のような形をしている。霊波転送機能を備えており鏡から青い光が放たれ遠くにいる者を一瞬で移動できる。「幻魔召喚ヒンデレコンソワカ」と呪文を唱えることでヤッセンボーを召喚することができ、第一部一話でヤッセンボーがくぐり狐衆ともども戦いから退く際は、ヤッセンボーが紫の、くぐり狐衆が青の人魂のような姿になり幻魔境コンコンパクトの中に吸い込まれるようにして撤退する様子も確認できる。他には、ダイサイゴーや長老をはじめとする狐一族もこの転送機能で召喚されている。
異空間にも繋がる霊波通信機能も備えており、通信中は幻魔鏡が紫色をした粒子状の光で輝いていた。ヤッセンボーが自らの姿を鏡に映し出して語りかけたり、コンパクト周辺の様子を幻魔鏡を通して黄泉の国の狐一族たちのもとへ映し出すこともできる。コンコンがつんつんと戦った時にはコンコンパクトで竹刀を受け止めコンパクトの光で弾き飛ばしていた。電力を蓄える機能も備えており、ケーブルで接続することにより蓄えた電力を供給することもできる。
幻魔月光刀（げんまげっこうとう）
郷中教育の「弱いものをいじめるな」の教えに対し、人を脅かす暴力の神器。鹿児島人たちの恐怖を吸い取った幻魔宝珠ヤッセンボールと幻魔鏡コンコンパクトにより蘇った、大いなる闇の力を持つ双刀の刀身になっている三日月のような形状をした大きな剣。当初は刀をぶつけたときに時折、一瞬だけ黒い闇を放っていた。三種の神器で蓄えた恐怖の力により黒い闇を放ち、生物や神を理性を失い凶暴な暗黒化した姿に変貌させることもできる。その力をプリモゼたちは「心の闇の力」、「強い暗黒の力」、「心を閉ざす闇」と呼んでいた。刀をしまうときは、空にかざした刀が紫の光の玉となり上空へと浮かんでいく。ひっとべ!では大きさと重さがそれぞれ違う3種類の幻魔月光刀を前にどれにするか悩むヤッセンボーの日常が明かされたが、大きいものは切れ味威力ともに良いがそのぶん重く、小さいものは最も軽いため振り回しの良さで優れ、中くらいのものは波動弾が出しやすいとのこと。
妖焔弥閃刀（ようえんやっせんとう）
第二部で、つんつんの体当たりにより折れてしまった十尾之焔の狐火を元に精錬してヤッセンボーがつくりだした新たな武器。ヤッセンボーは弱者を侮る者を戒める英知の炎と呼んでいる。刀を振っただけでつんつんを吹き飛ばすパワーを持ち、ヤッセンボーはこの刀で、独特の形状をした刀の鍔で相手の刀を絡め取る「妖焔焔絡め」や、多重フェイント技「妖焔乱れあやかし」を使用する。
地球温暖化促進マシン（ちきゅうおんだんかそくしんマシン）
番外編（パート4）においてヤッセンボーが使用。真冬の気候を温暖化により暖かくしようと、ヤッセンボーが幻魔科学により開発した。コンセントで動く。燃料となる資源を入れすぎたことで暴走して止められなくなったが、一般人がコンセントを抜いたことにより停止した。家庭用のゴミ箱くらいの大きさで、パイプ正面には温暖化と大きく書かれ、幻魔科学絡繰箱・地球温暖化促進魔機械と書かれた赤い札が貼られている。
地球寒冷化促進マシン（ちきゅうかんれいかそくしんマシン）
番外編（パート4）においてヤッセンボーが使用。コンセントで動く。地球温暖化促進マシンにより暑くなってしまった冬の気候を冷やすために作動させようとしたが、地球温暖化マシンがタコ足配線で電力を消費しすぎていたことにより作動できず、つんつんとコンコンの働きによりコンコンパクトに蓄えられた風力、水力、太陽光の自然エネルギー発電による電力で動くも温暖化マシンに対抗するにはパワー不足だった。かつてヤッセンボーが幻魔科学で制作したが、夏がなくなれば、いい女たちの水着姿が見られなくなると気づき放置されていた。パイプ正面に貼られた青い札には寒冷化と大きく書かれているが、横には地球温暖化促進マシン同様、「幻魔科学絡繰箱・地球温暖化促進魔機械」と書かれている。
キラキラスコープ
奄美を旅立つときアイくろがケンケンから託された、きらめく光の中に進むべき道を映し出す小さな青いスコープ。アイくろは進むべき道に迷ったとき多用している。
古代神剣　天御雷（こだいしんけん アメノミカズチ）
豪族武人熊襲が愛用する剣。古代の戦いに敗れたとき失っていたが、竜宮城のトヨタマヒメから、からいもこを通し玉手箱のような黒い箱に収められた状態で熊襲の下へ届けられた。
ラブリーフルーレ
こいやまに伝わる恋する者に力を与えるという古の宝で、緑色のハートが装飾されている桃色の鍔をした細身の剣。隼人の破影の太刀で闇を払われた後、おじゃこい隊により鎮められた大平の獅子5体が集まり1つの光となり、この剣に変化した。
電光無刃丸十字丸（でんこうむじんけんじゅうじまる）
闇夜で光る身の丈を超える大剣。第二部番外編「クリスマスがくっど!」にて、二刀流で挑みかかるヤッセンボーに対し使用。ヤッセンボーから「わっぜか（物凄い）」と言わしめる威力を発揮するが、隼人はその大きさのあまり剣に振り回されてしまう一面も見せている。
つんつんブレード
白色の剣先と金の刀身、青い鍔と黒い柄の竹刀。つんつんがダイサイゴーに貰い愛用していた竹刀は元々さつま町で竹神様が作りダイサイゴーへ託した古の宝であり、立ち合いのしすぎで痛みボロボロになり真っ二つに折れたが、「竹の心」を感じ取った竹神様により以前より強化され修復された。2つに折れた竹刀のうち半分から下の部分が変化した。強力な威力を発揮できるが、当初つんつんは、あまりのパワーのあまり剣の力に振り回された。
コンコンソード
金色の剣先と銀の刀身、赤い鍔と黒い柄の竹刀。つんつんブレード同様、2つに折れたつんつんの竹刀の半分から上の部分が竹神様の力で変化した。瞬時に素早い太刀を繰り出せるスピードを発揮できるが、当初コンコンは剣の力に振り回された。

## 関連楽曲

### オープニング曲
「薩摩剣士隼人」
作詞: 阿藤映志、作曲: 竹原哲郎、編曲: 松本和樹、歌: 尾堂公信
「Going Now!〜つながり〜」（※旧タイトル：つながり）
作詞: ai、作曲: tomoyo、編曲: BLACK BABE、歌: roddy×BLACK BABE
「ひっとべ!ボッケモンランド」主題歌。第一部完結編の挿入歌として使用された「つながり」という曲を「Going Now!」に改め、ボッケモンたちのダンス映像と共にオープニング曲として使用された。「ひっとべ!」や第二部、「さつまの車窓から」（「YOKADO!カゴンマ」「わいもおいもボッケモン!」内コーナー）でも挿入歌として使用されており、オルゴール音インストゥルメンタルのクリスマスバージョンも番組で使用された。2014年10月ごろからUGAとJOYSOUNDでカラオケ配信もされている。

### エンディング曲
「薩摩剣士隼人」
作曲: 竹原哲郎、編曲: 松本和樹
第一部エンディング曲。OP曲のオフヴォーカル・ヴァージョン。
「天の声」
作詞: HANZO、作曲: 藤田たかし、編曲: 津川智寿、歌: はやと
第一部完結編・副主題化。第二部でも挿入歌として使用された。
「YOKADO!カゴンマ」
作詞: 原田英樹、作曲: 永山淳、歌: 永山淳
ひっとべ!ボッケモンランド・エンディング曲。ぐりぶー物語10話では、この曲に合わせ60体以上のボッケモンたちがダンスを踊った。
「豊年節」
作詞作曲: 奄美民謡、アレンジ: 松永太郎、歌: 永志保、松永太郎
第二部エンディング曲。
「薩摩剣士隼人音頭」
作詞・作曲: 森田佳也子、編曲: BLACK BABE、歌: roddy
スペシャル音楽SHOW終盤の映像に乗せて流れた。テレビ版では第二部五話から使用されている。ネット配信では、ぐりぶー&さくら　らぶらぶ新婚旅行in徳之島で使用された。
「Hello」
作詞: ai、作曲:  tomoyo、編曲: BLACK BABE、歌: roddy
わいもおいもボッケモン!エンディング曲。

### 挿入歌
「GA★ラッパーラップ」
作詞: 式大介、原田英樹、作曲: 式大介、歌: 木佐貫晴也
第五話ガラッパがRAPPER!で、GA★ラッパーがコンコンとともにダンスを踊りながら歌った。
「カゼノコトノハ」
作詞: 原田英樹、作曲: 中島典子、編曲: 式大介、歌: 薩摩之歌姫プリモゼ（古川彩香、葉月杏奈、村山礼恵）
劇中でプリモゼが歌う。劇中では古の音楽と呼ばれ、コノハナサクヤヒメや熊襲もこの曲を笛で吹いている。
「GO WITH ME〜ヤッセンボーの名の下に〜」
作詞・作曲: KATZ、編曲: BLACK BABE、歌: BLACK BABE
第一部完結編一挙放送スペシャルから使用されているヤッセンボーのテーマ曲。2014年10月ごろからUGAとJOYSOUNDでカラオケ配信もされている。
「恋の空」
作詞・作曲: 松永太郎、歌: 永志保、松永太郎
つんつんとアイくろのシーンで使用された。
「揺れるあこうの下で」
作詞・作曲: 永野昌隆、演奏: 種子島無鉄砲隊、歌: 永野昌隆
アイくろのシーンで使われることが多い曲。
「Lady! go」
作詞・作曲: Aya、編曲: 式大介、歌: Aya、ギター: ミッチー
スイートポテトレディのテーマ曲。
「ネリヤカナヤ」
作詞・作曲: ai、編曲: BLACK BABE、歌: roddy
アイくろのシーンで使われることが多い曲。
「Let's!ワン」
作詞: ai、作曲: BLACK BABE、編曲: BLACK BABE 歌：roddy
つんつんのテーマ曲。
「みんな大好き　こいやま」
作詞: チャレンジ明桜館事務局、作曲: 餘慶暁、歌: おじゃこい隊
おじゃこい隊の曲。
「青い地球」
作詞・作曲・歌: EMILY
アイくろ対つんつん、コンコンのシーンで使用された。
「夢見るポニー」
作詞・作曲: 原田英樹
ポニーのシーンで使用された歌詞のない曲。

### イメージソング
「きつねのおてがみ」
作詞: 原田英樹、作曲: 野井倉博史、政野早希子、歌: 大毛彩
再放送で放送された。第一部完結編三話後編では、挿入歌としてラ・ラ・ラVer.が使用された。

## 放映リスト

### 第一部
| 話                | タイトル                                    | 放送日        |
| ----------------- | ------------------------------------------- | ------------- |
| 第一話            | だいやめをすっど!                           | 2011年10月2日 |
| 第二話            | 黒豚のイッダマシイ!（前編）                 | 10月9日       |
| 第二話            | 黒豚のイッダマシイ!（後編）                 | 10月16日      |
| 第三話            | アマンでクロス!（前編）                     | 10月23日      |
| 第三話            | アマンでクロス!（後編）                     | 10月30日      |
| 第四話            | すっぱいうんまか!（前編）                   | 11月6日       |
| 第四話            | すっぱいうんまか!（後編）                   | 11月13日      |
| 第五話            | ガラッパがRAPPER!（前編）                   | 11月20日      |
| 第五話            | ガラッパがRAPPER!（中編）                   | 11月27日      |
| 第五話            | ガラッパがRAPPER!（後編）                   | 12月4日       |
| 第六話            | ラーメンたもっど!（前編）                   | 12月11日      |
| 第六話            | ラーメンたもっど!（中編）                   | 12月18日      |
| 第六話            | ラーメンたもっど!（後編）                   | 12月25日      |
| 第七話            | ちゃいっぺくいやい!（前編）                 | 2012年1月8日  |
| 第七話            | ちゃいっぺくいやい!（中編）                 | 1月15日       |
| 第七話            | ちゃいっぺくいやい!（後編）                 | 1月22日       |
| 第八話            | もぜしがうとちょっ!（前編）                 | 1月29日       |
| 第八話            | もぜしがうとちょっ!（中編）                 | 2月5日        |
| 第八話            | もぜしがうとちょっ!（後編）                 | 2月12日       |
| 第九話            | かんさあはUMA!（前編）                      | 2月19日       |
| 第九話            | かんさあはUMA!（中編）                      | 2月26日       |
| 第九話            | かんさあはUMA!（後編）                      | 3月4日        |
| 第十話            | カゼノコトノハ（前編）                      | 3月11日       |
| 第十話            | カゼノコトノハ（中編）                      | 3月18日       |
| 第十話            | カゼノコトノハ（後編）                      | 3月25日       |
| 番外編（パート1） | そん振込みいっとっ待て!                     | 5月6日        |
| 番外編（パート2） | 税金ちないけ?                               | 8月19日       |
| SP                | お正月じゃっど!前半戦一挙放送90分スペシャル | 2012年1月2日  |
| SP                | お正月やっど後半戦一挙放送スペシャル        | 2013年1月2日  |

### 第一部完結編
| 第一話 | 剣を心に歩む道（前編）                         | 2012年10月7日 |
| 第一話 | 剣を心に歩む道（後編）                         | 10月14日      |
| 第二話 | ボッケモンの涙（前編）                         | 10月21日      |
| 第二話 | ボッケモンの涙（中編）                         | 10月28日      |
| 第二話 | ボッケモンの涙（後編）                         | 11月4日       |
| 第三話 | 薩摩隼人とやっせんぼう（前編）                 | 11月11日      |
| 第三話 | 薩摩隼人とやっせんぼう（後編）                 | 11月18日      |
| 第四話 | なこよかひっとべ（前編）                       | 11月25日      |
| 第四話 | なこよかひっとべ（後編）                       | 12月2日       |
| 第五話 | かごんまの光（前編）                           | 12月9日       |
| 第五話 | かごんまの光（後編）                           | 12月16日      |
| 第六話 | たぎる薩摩の風よ吹け!                          | 12月23日      |
| SP     | お正月じゃっど!第一部完結編一挙放送スペシャル! | 2014年1月2日  |

### ー黒潮激闘編に向けてー薩摩剣士隼人第一部もいっど!
2014年1月8日から鹿児島テレビ放送で放送。第一部を、第一話から第九話はそれぞれ1話に、第十話は2話に短くまとめ、15分枠用に再編集したものが放送されている。新作の番外編も放送された。
※再編集以外の回のみ表記
| 番外編（パート6） | かなうまちのものがたり | 2014年2月9日 |
| 番外編（パート7） | 病院へ行っど！         | 2月23日      |

### 第二部　黒潮激闘編
第一部同様、ボッケモン図鑑などのミニコーナーも時々放送されている。2015年1月からは第1話からの再放送が行われており、番組最後には時折30秒から3分程度のミニコーナーも放送されており、ミニコーナーの中には南日本新聞に連載されている4コマ漫画に声を付けた30秒の映像「薩摩剣士隼人4コマ劇場」が、2015年2月から番組終盤に不定期で放送されている。なお、第二部のオープニング映像は鹿児島キャリアデザイン専門学校映像科で撮影されている。
※2015年1月からは再放送のため、同時に放送されたミニコーナーのみ表記。
| 第一話                              | いもーれ!奄美（其之一）                                      | 2014年4月6日  |
| 第一話                              | いもーれ!奄美（其之二）                                      | 4月13日       |
| 第一話                              | いもーれ!奄美（其之三）                                      | 4月20日       |
| 第二話                              | おじゃり申せ!種子島（其之一）                                | 4月27日       |
| 第二話                              | おじゃり申せ!種子島（其之二）                                | 5月4日        |
| 第二話                              | おじゃり申せ!種子島（其之二）                                | 5月4日        |
| 第二話                              | おじゃり申せ!種子島（其之三）                                | 5月11日       |
| 第三話                              | 熊襲洞窟の武人                                               | 5月18日       |
| 第四話                              | トヨタマヒメの玉手箱（其之一）                               | 6月1日        |
| 第四話                              | トヨタマヒメの玉手箱（其之二）                               | 6月1日        |
| 第四話                              | トヨタマヒメの玉手箱（其之三）                               | 6月8日        |
| 第四話                              | トヨタマヒメの玉手箱（其之四）                               | 6月15日       |
| 第五話                              | かささんかんさあ（其之一）                                   | 6月22日       |
| 第五話                              | かささんかんさあ（其之二）                                   | 7月6日        |
| 第五話                              | かささんかんさあ（其之三）                                   | 7月20日       |
| 第五話                              | かささんかんさあ（其之四）                                   | 8月3日        |
| 番外編（パート8）                   | ぐりぶー&さくら らぶらぶ新婚旅行in徳之島（前編）             | 8月3日        |
| 番外編（パート8）                   | ぐりぶー&さくら らぶらぶ新婚旅行in徳之島（後編）             | 8月10日       |
| 第六話                              | おじゃこい、こい山（其之一）                                 | 8月17日       |
| 第六話                              | おじゃこい、こい山（其之二）                                 | 8月24日       |
| 第六話                              | おじゃこい、こい山（其之三）                                 | 8月31日       |
| 第六話                              | おじゃこい、こい山（其之四）                                 | 9月7日        |
| 第六話                              | おじゃこい、こい山（其之五）                                 | 9月14日       |
| 総集編                              | いそがしい人のための黒潮激闘編（其之一）                     | 9月21日       |
| 総集編                              | いそがしい人のための黒潮激闘編（其之二）                     | 9月28日       |
| 総集編                              | いそがしい人のための黒潮激闘編（其之三）                     | 10月5日       |
| 第七話                              | 焼酎はのんでんのまるんな（其之一）                           | 10月12日      |
| 第七話                              | 焼酎はのんでんのまるんな（其之二）                           | 10月19日      |
| 第八話                              | よかたけあったけ?（其之一）                                  | 10月26日      |
| 第八話                              | よかたけあったけ?（其之二）                                  | 11月2日       |
| 第八話                              | よかたけあったけ?（其之三）                                  | 11月9日       |
| 第九話                              | のびれ!たけんこ（其之一）                                    | 11月16日      |
| 第九話                              | のびれ!たけんこ（其之二）                                    | 11月23日      |
| 第九話                              | のびれ!たけんこ（其之三）                                    | 11月30日      |
| 第九話                              | のびれ!たけんこ（其之四）                                    | 12月7日       |
| 番外編（パート9）                   | クリスマスがくっど!（其之一）                                | 12月14日      |
| 番外編（パート9）                   | クリスマスがくっど!（其之二）                                | 12月21日      |
| 番外編（パート10）                  | 2014年おやっとさあ!                                          | 12月28日      |
| 番外編（パート11）（※ミニコーナー） | SAKODA編2015（其之一）                                       | 2015年1月18日 |
| 番外編（パート11）（※ミニコーナー） | SAKODA編2015（其之二）                                       | 1月25日       |
| 番外編（パート11）（※ミニコーナー） | SAKODA編2015（其之三）                                       | 2月8日        |
| 4コマ劇場（※ミニコーナー）          | 治す、直す                                                   | 2月22日       |
| ボッケモン演芸（※ミニコーナー）     | 隼人、ヤッセンボー1                                          | 3月1日        |
| 4コマ劇場（※ミニコーナー）          | 火山灰                                                       | 3月8日        |
| ボッケモン演芸（※ミニコーナー）     | 隼人、ヤッセンボー2                                          | 3月15日       |
| （※ミニコーナー）                   | 隼人、ヤッセンボー3（ボッケモン演芸）、お墓の花（4コマ劇場） | 3月22日       |
| 4コマ劇場（※ミニコーナー）          | 大好き桜島                                                   | 3月29日       |
| ボッケモン演芸（※ミニコーナー）     | つんつん、コンコン1                                          | 4月5日        |
| ボッケモン演芸（※ミニコーナー）     | 隼人1                                                        | 4月12日       |
| ボッケモン演芸（※ミニコーナー）     | 隼人2                                                        | 4月19日       |
| 4コマ劇場（※ミニコーナー）          | 砂像                                                         | 4月26日       |
| 4コマ劇場（※ミニコーナー）          | こどもの日                                                   | 5月3日        |
| 4コマ劇場（※ミニコーナー）          | 健康診断                                                     | 5月17日       |

### YOKADO!カゴンマ
TOKYO MX（東京メトロポリタンテレビジョン）で2015年10月1日から2016年3月24日にかけて放送された。個人スポンサーの募集も募った。2016年1月10日から3月27日までTOKYO MX2で日曜18時に再放送も行われた、再放送ともども、TOKYO MXのパソコンやスマートフォン向けサービス『エムキャス』でも配信された。
25分間の中で「薩摩剣士隼人（第一部）」（第十話までと番外編（パート1））と「うんまか!かごんま黒三昧」（「わいもおいもボッケモン!」（後述）で放送）、「かごしまプロモーション課長ぐりぶー物語」、「ボッケモン鹿児島弁講座」、隼人がグルメリポートをする「こいはうんまか」などが放送された。番組の最後には「ヨカドネットカゴンマ」のコーナーで、ヤッセンボーが隼人を倒すための軍資金集め目的で設立した「ヤッセン商会」が、「見て下さいこのボディー!」「送料はヤッセン商会が負担します」などジャパネットたかたをパロディにしたような髙田明風のプレゼンで商品の紹介。「こいはうんまか」などで登場した商品を視聴者に抽選でプレゼントしたり、時には通信販売も行った。
鹿児島弁の部分には字幕が付き、この番組では通常のCMとは別に、ボッケモンがスポンサー企業のPRをする番組内CMも放送された。ただし、再放送ではスポンサーのCMおよび前述のボッケモンによる番組内CMはカットされており、TOKYO MXの他番組のCMや、TOKYO MXのCM枠で多く放送される『ごはんかいじゅうパップ』『バリィさんのいまばり弁講座』に差し替えられていた。放送された内容はYouTubeでも配信。
2015年6月10日には鹿児島県庁2階ロビーで、鹿児島県観光化PR課課長も同席して、総監督の外山雄大、統括プロデューサーの小野大、隼人、ヤッセンボーが番組放送開始発表記者会見を行った。

### 第一部（再放送2016）
2016年4月から同年9月まで放送。第1話からの再放送だが、番組最後には隠れているボッケモンを探す映像「ボッケモンを探せ!」や、片手に隼人がなんこ珠を何本隠し持っているか当てる「今日のなんこ」のミニコーナーも不定期で放送されており、隼人とヤッセンボーがダスキングファミリー5人などと共演したスペシャル番組も放送された。中盤からのエンディングテーマは、尾堂公信が歌う「薩摩剣士隼人」にのせて隼人とつんつんが体操を踊る映像「みんなでおどろう!隼人体操」が放送された。
※再放送のため、同時に放送された新たなミニコーナーのみ表記。
| ボッケモンを探せ!（ヴィちゃん、カジュカンサー）、今日のなんこ | 2016年4月10日 |
| 今日のなんこ                                                  | 4月17日       |
| ボッケモンを探せ!（つんつん）                                 | 5月8日        |
| ボッケモンを探せ!（GA★ラッパー2）、今日のなんこ               | 5月22日       |
| ボッケモンを探せ!（ヤッセンボー2）、今日のなんこ              | 6月5日        |
| ボッケモンを探せ!（くぐり狐衆）                               | 6月12日       |
| ボッケモンを探せ!（コンコン2）、今日のなんこ                  | 7月31日       |
| ボッケモンを探せ!（カジュカンサー2）、今日のなんこ            | 7月31日       |
| コラボスペシャル! 緊急出動!ダスキングファミリー!              | 8月14日       |

### CHST
2016年10月から放送。番組名は「薩摩剣士隼人CHST（チェスト）」。第1部完結編や特別編の再放送だが、今後放送予定の番組、薩摩剣士隼人シリーズ「巨人伝説サツマジン」に関する情報や映像などのミニコーナーも不定期で放送されている。
※再放送のため、同時に放送された新たなミニコーナーのみ表記。
| CHSTミッション謎の巨人を追え! | 2016年10月2日 |
| CHSTミッション謎の巨人を追え! | 10月9日       |
| CHSTミッション謎の巨人を追え! | 10月16日      |
| CHSTミッション謎の巨人を追え! | 10月23日      |
| サツマジンの歌                | 10月30日      |
| CHSTミッション謎の巨人を追え! | 11月6日       |
| CHSTミッション謎の巨人を追え! | 11月20日      |
| CHSTミッション謎の巨人を追え! | 11月27日      |
| CHSTミッション謎の巨人を追え! | 12月4日       |
| CHSTミッションSAKODAへ急げ!   | 12月18日      |

## 劇場版
- 薩摩剣士隼人　第一部　劇場用特別バージョン（2012年7月20日公開）
天文館シネマパラダイスにおいて上映されている。内容は、約90分に編集された第一部と、第一部完結編のダイジェスト版予告先行映像。初日には監督の外山や隼人らが舞台挨拶を行った[199][200]。
- 薩摩剣士隼人　第一部完結編劇場版（2013年3月9日公開）
天文館シネマパラダイスにおいて上映された。内容は、テレビ未公開映像を加え約120分に編集された第一部完結編。公式ガイドブックなども販売されたほか、舞台挨拶も行われた初日には、Going Now!〜つながり〜クリアファイルも配布された。

## プラネタリウム番組
- さくらさくら　木の花舞う桜島と星と（2013年4月1日〜6月29日公開）
隼人とつんつんがナビゲーターとして登場する、2013年に日本ジオパーク認定を受けた桜島に迫る内容の、鹿児島市立科学館の開館25周年記念番組。

## 派生作品群

### ひっとべ!ボッケモンランド
薩摩剣士隼人のキャラクターが出演するバラエティー番組。第一部完結編で、旅を続けるを両親に告げたコンコンが、鹿児島で頑張る人々の姿を狐一族に伝える様子を見せるコーナーがあるように、番組に登場するのは第一部完結編後のボッケモンたちである。
番組の各コーナーは、ボッケモンたちが幼稚園、保育園、学校、職場を訪問する「隼人がゆく」、濱野阜左子こと、ふさこばっばんによる案内と解説のもと鹿児島弁をボッケモンたちのショートストーリーで学ぶ「ボッケモン鹿児島弁講座（カゴンマベンコウザ）」、各地で活躍する女性がプリモゼとトークする「薩摩之歌姫プリモゼの部屋」、頑張っている鹿児島の人をコンコンが狐一族にレポートする「吉野狐コンコンの　おのれかごんま人め!」、商店街などでアマンクロスと、彼を師匠と仰ぐハイテンションな「アマンむすめ」が黒酢を薦める「アマンクロスのクロスすっが商店街」、料理研究家料理研究家の本坊眞里子こと、まりちゃんと黒豚ヴィちゃんによる料理コーナー「ヴィちゃんのブイブイクッキング」など。
薩摩剣士隼人第一部と同様、番組の最後には時折、ハンドメイド作品や似顔絵などを紹介する「おたよりコーナー」や、歌を流す「みんなで歌おう♪」も放送されている。また、薩摩剣士隼人の番外編が放送される回もある。
| 回     | コーナー名 | 出演ボッケモン                                                                                              | 放送日       |
| ------ | --- | --- | ------------ |
| 第1回  | (1)隼人がゆく（はなぶさ幼稚園） (2)ボッケモン鹿児島弁講座（よんごひんご） (3)ボッケモン新春福笑い大会                                                                                      | (1)隼人、ヤッセンボー一味、ぐりぶー (2)つんつん、GA★ラッパー、茶くれ爺 (3)隼人、ヤッセンボー、プリモゼ      | 2013年1月6日 |
| 第2回  | (1)隼人がゆく（吉田南幼稚園） (2)ボッケモン鹿児島弁講座（はらかく） | (1)隼人、ヤッセンボー一味、スタちゃん (2)きりこ、つんつん、ヴィちゃん                                       | 1月13日      |
| 第3回  | (1)アマンクロスのクロスすっが商店街（なや通り） (2)ボッケモン鹿児島弁講座（ずんだれ） (3)おたよりコーナー                                                                                  | (1)アマンクロス、アマンむすめ (2)隼人、ヤッセンボー一味 (3)隼人、つんつん                                   | 1月20日      |
| 第4回  | 薩摩剣士隼人 番外編（パート3） 秘密の手紙（ひみっのてがん） | 隼人、ヤッセンボー、まつり                                                                                  | 1月27日      |
| 第5回  | (1)吉野狐コンコンの おのれかごんま人め!（いおワールドかごしま水族館） (2)ボッケモン鹿児島弁講座（きばる）                                                                                  | (1)コンコン、コンコンの両親、ヤッセンボー (2)隼人、つんつん                                                 | 2月3日       |
| 第6回  | (1)吉野狐コンコンの おのれかごんま人め!（いおワールドかごしま水族館） (2)おたよりコーナー (3)みんなで歌おう!（YOKADO!カゴンマ）                                                            | (1)コンコン、コンコンの両親、ヤッセンボー (2)隼人、つんつん                                                 | 2月10日      |
| 第7回  | 隼人がゆく（ホテル京セラ） | 隼人、ヤッセンボー一味、ホテ京Z                                                                             | 2月17日      |
| 第8回  | (1)薩摩剣士隼人 番外編（パート4） さんかかぬっかか?（前編） (2)プリモゼのおたよりコーナー                                                                                                  | (1)隼人、ヤッセンボー一味 (2)プリモゼ                                                                       | 2月24日      |
| 第9回  | 薩摩剣士隼人 番外編（パート4） さんかかぬっかか?（後編） | 隼人、ヤッセンボー一味、つんつん、コンコン、イッシー                                                        | 3月3日       |
| 第10回 | (1)ヤッセンボーコント（ダンスその1） (2)隼人がゆく（天文館シネマパラダイス） (3)プリモゼの部屋（MINGO!×MINGO!） (4)ヤッセンボーコント（ビームその1）                                       | (1)(4)ヤッセンボー (2)隼人、ヤッセンボー一味、つんつん (3)プリモゼ                                          | 3月10日      |
| 第11回 | (1)ヤッセンボーコント（ダンスその2） (2)吉野狐コンコンの おのれかごんま人め!（天文館シネマパラダイス） (3)プリモゼの部屋（MINGO!×MINGO!） (4)おたよりコーナー                              | (1)ヤッセンボー一味 (2)隼人、ヤッセンボー、つんつん、コンコン、コンコンの両親 (3)プリモゼ (4)隼人、つんつん | 3月17日      |
| 第12回 | (1)隼人がゆく（かずみ保育園） (2)ボッケモン鹿児島弁講座（ぬっか） | (1)隼人、ヤッセンボー一味、くすみん (2)まつり、つんつん、コンコン                                           | 3月24日      |
| 第13回 | (1)麺を心に歩む道（ごだわりらーめん十八番ベイサイド店） (2)プリモゼの部屋（くわがたガールズ） (3)おたよりコーナー                                                                          | (1)麺inカゴンマ (2)プリモゼ、でんしろう (3)隼人、つんつん                                                   | 3月31日      |
| 第14回 | (1)ヤッセンボーコント（ビームその2） (2)隼人がゆく（おおとり幼稚園） (3)ヤッセンボーコント（十尾之焔その1）                                                                                | (1)(3)ヤッセンボー一味 (2)隼人、ヤッセンボー一味、ぽよ                                                      | 4月7日       |
| 第15回 | (1)吉野狐コンコンの おのれかごんま人め!（イケダパン重富工場） (2)ボッケモン鹿児島弁講座（ぼっぼ）                                                                                          | (1)コンコン、コンコンの両親 (2)隼人、つんつん                                                               | 4月14日      |
| 第16回 | (1)ヤッセンボーコント（ベルトその1） (2)隼人がゆく（武岡幼稚園） (3)プリモゼコント（歌その1）                                                                                              | (1)ヤッセンボー (2)隼人、ヤッセンボー一味、さくりん (3)プリモゼ                                             | 4月21日      |
| 第17回 | (1)ヤッセンボーコント（ベルトその2） (2)茶くれ爺の茶いっぺくいやい（伊集院饅頭） (3)隼人のなりきり道場 (4)つんつんチャレンジ（バックホー） (5)プリモゼコント（歌その2）                    | (1)ヤッセンボー (2)茶くれ爺 (3)隼人 (4)つんつん (5)プリモゼ                                                 | 4月28日      |
| 第18回 | (1)隼人がゆく（光愛保育園） (2)ボッケモン鹿児島弁講座（びびんこ） | (1)隼人、ヤッセンボー一味、こうた (2)つんつん、黒ぢょか太郎                                                 | 5月5日       |
| 第19回 | (1)ヤッセンボーコント（ビームその3） (2)ボッケモンなりきりコーナー (3)麺を心に歩む道（みそや・堂） (4)ヤッセンボーコント（ビームその4） (5)ボッケモン鹿児島弁講座（ないごて）              | (1)(4)ヤッセンボー一味 (3)麺inカゴンマ (5)隼人、つんつん、カジュカンサー                                    | 5月12日      |
| 第20回 | (1)ヤッセンボーコント（ダンスその3） (2)隼人がゆく（錦城幼稚園） (3)アマンクロスのクロスすっが商店街（にぎわい通り）                                                                       | (1)ヤッセンボー (2)隼人、ヤッセンボー一味、ストッピーくん、ダイエットちゃん (3)アマンクロス、アマンむすめ   | 5月19日      |
| 第21回 | (1)プリモゼの部屋（S★UTHERN CROSS） (2)おたよりコーナー (3)ヤッセンボーコント（幻魔月光刀その1）                                                                                           | (1)プリモゼ (2)隼人、つんつん (3)ヤッセンボー一味                                                           | 5月26日      |
| 第22回 | (1)ヤッセンボーコント（袴） (2)隼人がゆく（さくら幼稚園） (3)つんつんチャレンジ（てつぼう）                                                                                                | (1)ヤッセンボー (2)隼人、ヤッセンボー一味、さくら (3)つんつん                                               | 6月2日       |
| 第23回 | (1)吉野狐コンコンの おのれかごんま人め!（SAKODA） (2)ボッケモン鹿児島弁講座（ずんばい） (3)プリモゼのおたよりコーナー                                                                      | (1)コンコン、コンコンの両親 (2)隼人、GA★ラッパー、カジュカンサー (3)プリモゼ                                | 6月9日       |
| 第24回 | (1)隼人がゆく（大覚寺保育園） (2)アマンクロスのクロスすっが商店街（滑川通り） | (1)隼人、ヤッセンボー一味、ホットくん (2)アマンクロス、アマンむすめ                                         | 6月16日      |
| 第25回 | (1)プリモゼの部屋（2012本場大島紬クイーン） (2)ボッケモン放送局（おれんじ鉄道食堂列車） (3)ボッケモンなりきりコーナー                                                                      | (1)プリモゼ (2)つんつん、コンコン、隼人                                                                     | 6月23日      |
| 第26回 | (1)隼人がゆく（玉里団地保育園） (2)つんつんチャレンジ（セグウェイ） | (1)隼人、ヤッセンボー一味、人KENまもる君、人KENあゆみちゃん (2)つんつん                                     | 6月30日      |
| 第27回 | (1)ボッケモン鹿児島弁講座（あまめ） (2)つんつんチャレンジ（犬の散歩） (3)ボッケモン放送局（南洲神社清掃活動）                                                                              | (1)コンコン、ヤッセンボー (2)つんつん (3)つんつん、コンコン、隼人、ヤッセンボー、ダイサイゴー               | 7月7日       |
| 第28回 | (1)吉野狐コンコンの おのれかごんま人め!（グリーンファーム） (2)ボッケモン鹿児島弁講座（かずむ） (3)プリモゼのおたよりコーナー                                                              | (1)コンコン、喜ば士隊キイレンダー、コンコンの両親 (2)つんつん、ヤッセンボー (3)プリモゼ                     | 7月14日      |
| 第29回 | (1)隼人がゆく（和光幼稚園） (2)プリモゼコント（歌その3） | (1)隼人、ヤッセンボー一味、天ちゃん、天子ちゃん (2)プリモゼ                                                 | 7月21日      |
| 第30回 | (1)茶くれ爺の茶いっぺくいやい（両棒餅） (2)ボッケモン鹿児島弁講座（へっがでる） (3)アマンクロスのクロスすっが商店街（中町ベルク商店街） (4)つんつんチャレンジ（茶節）                      | (1)茶くれ爺 (2)黒ぢょか太郎、きりこ (3)アマンクロス、アマンむすめ (4)つんつん                               | 7月28日      |
| 第31回 | 薩摩剣士隼人 番外編（パート1） そん振込みいっとっ待て!（再放送） | 隼人、つんつん、コンコン、ヤッセンボー一味、アマンクロス                                                    | 8月11日      |
| 第32回 | (1)隼人がゆく（住吉池） (2)ヤッセンボーコント（幻魔月光刀その2） | (1)隼人、アイラ仮面、天才頭脳集団ネオアイラ（大教授ルーク、ヤマダース、カニカニ怪人） (2)ヤッセンボー一味   | 8月11日      |
| 第33回 | (1)プリモゼの部屋（Seven Colors） (2)ボッケモン放送局（さつま町ガラス工芸館） | (1)プリモゼ (2)つんつん、コンコン、隼人、さつまるちゃん                                                     | 8月18日      |
| 第34回 | (1)隼人がゆく（知覧武家屋敷） (2)みんなでダンス!ぐりぶーダンス | (1)隼人、ヤッセンボー一味、お茶むらい (2)ぐりぶー                                                           | 8月25日      |
| 第35回 | (1)吉野狐コンコンの おのれかごんま人め!（日本エアコミューター） (2)プリモゼのおたよりコーナー                                                                                              | (1)コンコン、隼人、ルリー、アイクロ、コンコンの両親 (2)プリモゼ                                             | 9月1日       |
| 第36回 | (1)ボッケモン放送局（サマーナイト花火大会大掃除） (2)茶くれ爺の茶いっぺくいやい（金生饅頭） (3)ボッケモン鹿児島弁講座（ほがない） (4)コラボをすっど（その1）                               | (1)隼人、ぐりぶー (2)茶くれ爺 (3)つんつん、黒ぢょか太郎 (4)隼人、ヤッセンボー一味、コンコン                 | 9月8日       |
| 第37回 | (1)プリモゼの部屋（ホリスピ） (2)茶くれ爺の茶いっぺくいやい（ふくれがし） (3)コラボをすっど（その2）                                                                                       | (1)プリモゼ (2)茶くれ爺 (3)隼人、ヤッセンボー一味、つんつん、コンコン                                       | 9月15日      |
| 第38回 | (1)つんつんチャレンジ（太陽光発電のやまと） (2)つんつんチャレンジ（目玉焼き） (3)麺を心に歩む道（肉そば 兎） (4)コラボをすっど（その3）                                                    | (1)つんつん、隼人 (2)つんつん (3)麺inカゴンマ (4)隼人、ヤッセンボー一味、つんつん、コンコン                 | 9月22日      |
| 第39回 | (1)隼人がゆく（なかよし保育園） (2)コラボをすっど（その4） | (1)隼人、ヤッセンボー一味、さくらじまん、ナンコスイガー (2)隼人、ヤッセンボー一味、つんつん、コンコン       | 9月29日      |
| 第40回 | 歌ってダンス!薩摩剣士隼人 ボッケモン歌謡SHOW | 隼人、つんつん、コンコン、ヤッセンボー一味、GA★ラッパー、プリモゼ                                           | 10月6日      |
| 第41回 | (1)吉野狐コンコンの おのれかごんま人め!（ワハハよしどめデンタルキッズランド） (2)ヴィちゃんのブイブイクッキング（にがうりと小松菜の具たくさんチャプチェ） (3)みんなでダンス!ぐりぶーダンス | (1)つんつん、コンコン (2)ヴィちゃん、隼人、くぐり狐 (3)ぐりぶー                                             | 10月13日     |
| 第42回 | 歌ってダンス!薩摩剣士隼人 ボッケモン歌謡SHOW | 隼人、つんつん、コンコン、ヤッセンボー一味、GA★ラッパー、プリモゼ                                           | 10月20日     |
| 第43回 | 吉野狐コンコンの おのれかごんま人め!（奄美にしかわ酒造） | 隼人、ヤッセンボー、コンコン                                                                                | 10月27日     |
| 第44回 | 歌ってダンス!薩摩剣士隼人 ボッケモン歌謡SHOW | 隼人、つんつん、コンコン、ヤッセンボー一味、GA★ラッパー、プリモゼ                                           | 11月3日      |
| 第45回 | (1)隼人がゆく（新光保育園） (2)つんつんチャレンジ（柔道） | (1)隼人、ヤッセンボー一味、茶ノミコト (2)つんつん                                                           | 11月10日     |
| 第46回 | (1)ヤッセンボーコント（十尾之焔その2） (2)ボッケモン鹿児島弁講座（つむ(つん)） (3)麺を心に歩む道（製麺ダイニング ジャンゴ） (4)みんなでダンス!ぐりぶーダンス                               | (1)ヤッセンボー一味 (2)つんつん、ぐりぶー (3)麺inカゴンマ (4)ぐりぶー、隼人                                 | 11月17日     |
| 第47回 | (1)ヤッセンボーコント（十尾之焔その3） (2)つんつんチャレンジ（剣道） (3)ボッケモン放送局（ハートピアかごしま）                                                                             | (1)ヤッセンボー一味 (2)つんつん (3)つんつん、コンコン、隼人                                                 | 11月24日     |
| 第48回 | (1)隼人がゆく（正徳保育園） (2)茶くれ爺の茶いっぺくいやい（かるかん） | (1)隼人、ヤッセンボー一味、ばららちゃん (2)茶くれ爺                                                         | 12月1日      |
| 第49回 | (1)つんつんチャレンジ（新体操女子） (2)つんつんチャレンジ特別編（通信司令室長） (3)ボッケモンなりきりコーナー (4)茶くれ爺の茶いっぺくいやい（しんこだんご）                                | (1)つんつん (2)つんつん、隼人、ヤッセンボー一味、茶くれ爺 (4)茶くれ爺                                       | 12月8日      |
| 第50回 | 薩摩剣士隼人 番外編（パート5） 掃除をすっど! | 隼人、ヤッセンボー一味、アマンクロス、かごんまダスキング、モッピー                                          | 12月15日     |
| 第51回 | (1)ボッケモン鹿児島弁講座（ぶったい） (2)つんつんチャレンジ（応援団） (3)ヴィちゃんのブイブイクッキング（レモン塩ダレの豚肉と水菜とオクラのサラダ (4)おたよりコーナー                      | (1)兵六、ぐりぶー、ヴィちゃん (2)つんつん (3)ヴィちゃん、隼人、くぐり狐 隼人、つんつん                      | 12月22日     |
| 第52回 | (1)ボッケモン鹿児島弁講座（よかおごじょ） (2)ボッケモン放送局（2013年をふりかえってみよっ!）                                                                                               | (1)つんつん、ヤッセンボー、兵六 (2)つんつん、コンコン                                                       | 12月29日     |

### わいもおいもボッケモン!
鹿児島県の自治体や企業のキャラクターが中心となるストーリーや、演芸、4コマ劇場、グルメリポートなどのミニコーナーなどの番組。
| 回     | コーナー名 | 出演ボッケモン | 放送日       |
| ------ | --- | --- | ------------ |
| 第1回  | (1)うんまか!かごんま黒三昧（前編） (2)4コマ劇場 | (1)隼人、ヤッセンボー一味、ぐりぶー一家 (2)隼人、つんつん                                                                     | 2015年6月7日 |
| 第2回  | うんまか!かごんま黒三昧（後編） | 隼人、ヤッセンボー一味、ぐりぶー一家                                                                                          | 6月14日      |
| 第3回  | (1)レジェンドダスキング!） (2)4コマ劇場 | (1)隼人、ヤッセンボー一味、かごんまダスキング、レジェンドダスキング、モッピー、チビッピー） (2)隼人、ヤッセンボー             | 6月21日      |
| 第4回  | (1)丸池湧水の妖精（前編） (2)ボッケモン演芸（つんつん、コンコン2） | (1)隼人、ヤッセンボー一味、栗太郎 (2)つんつん、コンコン                                                                       | 7月5日       |
| 第5回  | 丸池湧水の妖精（後編） | 隼人、ヤッセンボー一味、栗太郎、ゆうたん                                                                                      | 7月12日      |
| 第6回  | (1)つんつんの部屋（その1） | 隼人、ヤッセンボー一味、つんつん                                                                                              | 7月19日      |
| 第7回  | (1)さつまdeウェディング (2)つんつんの小屋（その2） | (1)隼人、つんつん、ぐりぶー、さくら、さつまるちゃん (2)隼人、ヤッセンボー一味、つんつん                                       | 8月2日       |
| 第8回  | (1)つんつんの小屋（その3） (2)ダイサイゴーのいっぺこっぺいたっくっで（その1） (3)ボッケモン演芸（つんつん、コンコン3） (4)麺を心に歩む道（かごしまラーメン我流風） (5)今日のなんこ                    | (1)隼人、ヤッセンボー一味、つんつん (2)ダイサイゴー (3)つんつん、コンコン (4)麺inカゴンマ (5)隼人                             | 8月9日       |
| 第9回  | (1)らっきょどんかめかめ!（前編） (2)ダイサイゴーのいっぺこっぺいたっくっで（その2） (3)今日のなんこ                                                                                                   | (1)隼人、ヤッセンボー一味、サンディくん、スナミちゃん (2)ダイサイゴー (3)隼人                                                 | 8月16日      |
| 第10回 | (1)らっきょどんかめかめ!（後編） (2)4コマ劇場 (3)今日のなんこ | (1)隼人、ヤッセンボー一味、サンディくん、スナミちゃん (2)隼人、つんつん、くぐり狐衆 (3)隼人                                   | 8月23日      |
| 第11回 | (1)ボッケモン演芸（隼人、ヤッセンボー4） (2)つんつんの小屋（その4） (3)ダイサイゴーのいっぺこっぺいたっくっで（その3） (4)4コマ劇場（冷やし中華） (5)今日のなんこ                                     | (1)隼人、ヤッセンボー (2)つんつん、たけんこっぼ、竹神様 (3)ダイサイゴー (4)隼人、つんつん (5)隼人                             | 8月30日      |
| 第12回 | (1)薩摩拳闘伝ナンコ（その1） (2)4コマ劇場（台風） | (1)隼人、ヤッセンボー一味、つんつん、ナンコスイガー、なんこ太夫 (2)隼人、ヤッセンボー                                         | 9月6日       |
| 第13回 | (1)薩摩拳闘伝ナンコ（その2） (2)4コマ劇場 | (1)隼人、ヤッセンボー一味、つんつん、ナンコスイガー、なんこ太夫 (2)ヴィちゃん、つんつん                                       | 9月13日      |
| 第14回 | (1)薩摩拳闘伝ナンコ（その3） (2)ダイサイゴーのいっぺこっぺいたっくっで（その4） (3)今日のなんこ | (1)隼人、ヤッセンボー一味、つんつん、ナンコスイガー、なんこ太夫 (2)ダイサイゴー (3)隼人                                       | 9月20日      |
| 第15回 | (1)薩摩拳闘伝ナンコ（その4） (2)今日のなんこ (3)4コマ劇場 | (1)隼人、ヤッセンボー一味、つんつん、ナンコスイガー、なんこ太夫 (2)隼人 (3)隼人、つんつん                                     | 9月27日      |
| 第16回 | (1)つんつんの小屋（その5） (2)ダイサイゴーのいっぺこっぺいたっくっで（その5） (3)4コマ劇場 (4)今日のなんこ                                                                                            | (1)つんつん、レノヴァスター (2)ダイサイゴー (3)つんつん、コンコン、ヤッセンボー (4)隼人                                       | 10月4日      |
| 第17回 | (1)薩摩藩英国留学生一五〇周年作戦!（前編） (2)ダイサイゴーのいっぺこっぺいたっくっで（その6） (3)今日のなんこ                                                                                         | (1)隼人、ヤッセンボー (2)ダイサイゴー (3)隼人                                                                                 | 10月11日     |
| 第18回 | (1)薩摩藩英国留学生一五〇周年作戦!（後編） (2)ダイサイゴーのいっぺこっぺいたっくっで（その7） | (1)隼人、ヤッセンボー (2)ダイサイゴー                                                                                         | 10月18日     |
| 第19回 | (1)でめこさんからはっちっもそ!（前編） (2)今日のなんこ | (1)隼人、ヤッセンボー一味、つんつん (2)隼人                                                                                   | 10月25日     |
| 第20回 | (1)でめこさんからはっちっもそ!（後編） (2)今日のなんこ | (1)隼人、ヤッセンボー一味、つんつん (2)隼人                                                                                   | 11月1日      |
| 第21回 | (1)こいはうんまか (2)吉野狐コンコンの おのれかごんま人め!（財宝） (3)4コマ劇場 (4)今日のなんこ | (1)隼人 (2)コンコン、隼人、ヤッセンボー (3)隼人、くぐり狐衆 (4)隼人                                                           | 11月8日      |
| 第22回 | (1)志ある獅子の武士!（前編） (2)4コマ劇場 | (1)隼人、ヤッセンボー一味、つんつん、志武士ししまる、トン助 (2)つんつん、ヴィちゃん                                           | 11月15日     |
| 第23回 | (1)志ある獅子の武士!（後編） (2)4コマ劇場 | (1)隼人、ヤッセンボー一味、つんつん、志武士ししまる、トン助 (2)つんつん、黒ぢょか太郎                                         | 11月22日     |
| 第24回 | (1)つんつんの小屋（その6） (2)ダイサイゴーのいっぺこっぺいたっくっで（その8） (3)さつまの車窓から（第一回 JR九州 はやとの風） (4)4コマ劇場 (5)今日のなんこ                                            | (1)つんつん、栗太郎 (2)ダイサイゴー (3)隼人、つんつん (4)隼人、つんつん (5)隼人                                               | 11月29日     |
| 第25回 | (1)ボッケモン演芸（GA★ラッパー1） (2)こいはうんまか（その2） (3)つんつんの小屋（その7） (4)4コマ劇場 (5)今日のなんこ (6)ボッケモン演芸（GA★ラッパー2）                                                | (1)GA★ラッパー (2)隼人 (3)つんつん、ゆうたん (4)つんつん、ヴィちゃん (5)隼人 (6)GA★ラッパー                                   | 12月6日      |
| 第26回 | (1)つんつんの小屋（その8） (2)さつまの車窓から（第二回 鹿児島市電） (3)ダイサイゴーのいっぺこっぺいたっくっで（出水の鶴） (4)今日のなんこ                                                             | (1)つんつん、さくらエンジェル (2)隼人 (3)ダイサイゴー (4)隼人                                                                 | 12月13日     |
| 第27回 | (1)こいはうんまか（その3） (2)ボッケモン演芸（つんつん、コンコン4） (3)ダイサイゴーのいっぺこっぺいたっくっで（かのやばら園その1） (4)今日のなんこ                                                    | (1)隼人 (2)つんつん、コンコン (3)ダイサイゴー、つんつん、ばららちゃん (4)隼人                                                 | 12月20日     |
| 第28回 | (1)2015年総集編 (2)今日のなんこ | (1)ヤッセンボー (2)隼人 | 12月27日     |
| 第29回 | 願い事は秘密（前編） | 隼人、ヤッセンボー、つんつん、コンコン、アイくろ、たのかん坊                                                                  | 2016年1月3日 |
| 第30回 | (1)願い事は秘密（後編） (2)今日のなんこ | (1)隼人、ヤッセンボー、つんつん、コンコン、アイくろ、たのかん坊 (2)隼人                                                       | 1月10日      |
| 第31回 | (1)つんつんのおつかい（有村屋） (2)ダイサイゴーのいっぺこっぺいたっくっで（かのやばら園その2） (3)さつまの車窓から（第三回 指宿のたまて箱） (4)ボッケモンを探せ!（アマンクロス） (5)今日のなんこ      | (1)つんつん、隼人、黒ぢょか太郎 (2)ダイサイゴー、つんつん、ばららちゃん (3)隼人 (4)アマンクロス (5)隼人                       | 1月17日      |
| 第32回 | (1)七蔵物語（前編） (2)SAKODA編2016 (3)今日のなんこ | (1)隼人、ヤッセンボー一味、黒ぢょか太郎、コノハナサクヤヒメ、サンディくん (2)隼人、ヤッセンボー、つんつん (3)隼人             | 1月24日      |
| 第33回 | (1)七蔵物語（中編） (2)SAKODA キャンペーンPR (3)ボッケモンを探せ!（茶くれ爺） (4)今日のなんこ | (1)隼人、ヤッセンボー一味、黒ぢょか太郎、コノハナサクヤヒメ、サンディくん (2)隼人、ヤッセンボー、つんつん (3)茶くれ爺 (4)隼人 | 1月31日      |
| 第34回 | (1)七蔵物語（後編） (2)SAKODA キャンペーンPR (3)今日のなんこ | (1)隼人、ヤッセンボー一味、黒ぢょか太郎、コノハナサクヤヒメ、サンディくん (2)隼人、ヤッセンボー、つんつん (3)隼人             | 2月7日       |
| 第35回 | (1)アマンクロスのクロスすっが黒酢（その1） (2)ダイサイゴーのいっぺこっぺいたっくっで（かのやばら園その3） (3)さつまの車窓から（第四回 桜島フェリー） (4)ボッケモンを探せ!（コンコン） (5)今日のなんこ | (1)アマンクロス (2)ダイサイゴー、つんつん、ばらら (3)隼人 (4)コンコン (5)隼人                                                 | 2月14日      |
| 第36回 | (1)桜島チンガラ作戦（前編） (2)ダイサイゴーのいっぺこっぺいたっくっで（かのやばら園その4） (3)今日のなんこ                                                                                            | (1)コンコン、隼人、ヤッセンボー、つんつん、カジュカンサー、ヴィちゃん (2)ダイサイゴー (3)隼人                                 | 2月21日      |
| 第37回 | (1)桜島チンガラ作戦（後編） (2)ダイサイゴーのいっぺこっぺいたっくっで（岩屋公園） (3)ボッケモンを探せ!（くぐり狐衆） (4)今日のなんこ                                                                  | (1)コンコン、隼人、ヤッセンボー、つんつん、カジュカンサー (2)ダイサイゴー (3)くぐり狐衆 (4)隼人                               | 2月28日      |
| 第38回 | (1)麺を心に歩む道（博多ラーメン麦） (2)アマンクロスのクロスすっが黒酢（その2） (3)さつまの車窓から（第五回 カゴシマシティビュー） (4)ボッケモンを探せ!（GA★ラッパー） (5)4コマ劇場 (6)今日のなんこ    | (1)麺inカゴンマ (2)アマンクロス (3)隼人 (4)GA★ラッパー (5)隼人、ヤッセンボー、つんつん (6)隼人                                | 3月6日       |
| 第39回 | (1)吉野狐コンコンの おのれかごんま人め!（桜島 その3） (2)今日のなんこ | (1)コンコン、隼人、ヤッセンボー、コノハナサクヤヒメ (2)隼人                                                                   | 3月13日      |
| 第40回 | (1)温泉でキンゴキンゴ!（前編） (2)ボッケモンを探せ!（ヤッセンボー） (3)今日のなんこ | (1)隼人、ヤッセンボー、からいもこ（スイートポテトレディ）、ユノモトサンスケ (2)ヤッセンボー (3)隼人                           | 3月20日      |
| 第41回 | (1)温泉でキンゴキンゴ!（後編） (2)ボッケモンを探せ!（隼人） (3)今日のなんこ | (1)隼人、ヤッセンボー一味、からいもこ（スイートポテトレディ）、ユノモトサンスケ (2)隼人 (3)隼人                               | 3月27日      |

### 薩摩剣士隼人のチェスト!鹿児島塾
2012年4月2日より鹿児島テレビ放送で放送中されていた、当初の番組タイトルは「げっきん!LIVE4　ゆうテレ」、2015年4月からは「まるごとかごしま　ゆうテレ!」の番組内で放送されていた5分間のコーナー。ゆうテレ終了に伴い2016年3月21日まで放送された。薩摩剣士隼人が鹿児島の豆知識を、子供にもわかりやすく解説する内容になっている。2013年中盤からは南九州ファミリーマートプレゼンツ薩摩剣士隼人のチェスト!鹿児島塾となっており、コーナーの最後には薩摩剣士隼人いろは歌カルタの札を紹介することもあった。
2012年5月には特番として、第1回から6回までをゲストを交えて放送する30分番組、薩摩剣士隼人チェスト!鹿児島塾　総集編特別版が放送された。2012年11月19時からは、講師が南九州市について教える内容で、南九州市が番組スポンサーの1時間番組、薩摩剣士隼人チェスト!鹿児島塾　南九州市を学ぼう!が放送された。2013年1月3日からは隼人とヤッセンボーがゲスト出演して過去の回をダイジェスト放送しつつ番組最後に声優の尾堂公信が主題歌を歌う内容の番組「新春特集」が放送され、2014年と2015年も同日に新春スペシャルとして同様の正月番組が放送されている。
| 回      | タイトル                                                       | 放送日       |
| ------- | -------------------------------------------------------------- | ------------ |
| 第1回   | 泣こかい、飛ぼかい、泣こよっか、ひっとべ                       | 2012年4月2日 |
| 第2回   | 海幸彦 山幸彦                                                  | 4月9日       |
| 第3回   | 串木野浜競馬                                                   | 4月16日      |
| 第4回   | あくまき                                                       | 4月23日      |
| 第5回   | 茶つんのかせ                                                   | 5月7日       |
| 第6回   | チェスト!?                                                     | 5月14日      |
| 第7回   | せっぺとべ                                                     | 5月21日      |
| SP      | 総集編特別版                                                   | 5月26日      |
| 第8回   | 元祖!回転そうめん流し                                          | 6月4日       |
| 第9回   | 加治木のくも合戦                                               | 6月11日      |
| 第10回  | 天気雨はきつねの嫁入り                                         | 6月18日      |
| 第11回  | 六月灯                                                         | 7月2日       |
| 第12回  | ガス灯                                                         | 7月9日       |
| 第13回  | うなぎ                                                         | 7月16日      |
| 第14回  | 金メダリスト・鶴田義行選手                                     | 8月6日       |
| 第15回  | 火縄銃                                                         | 8月13日      |
| 第16回  | 霧島神楽                                                       | 8月20日      |
| 第17回  | 観光レトロ電車                                                 | 9月5日       |
| 第18回  | 敬天愛人                                                       | 9月10日      |
| 第19回  | 川内大綱引                                                     | 9月17日      |
| 第20回  | かいこ                                                         | 10月1日      |
| 第21回  | からいも水あめ                                                 | 10月8日      |
| 第22回  | 徳重大（とくしげう）バラ太鼓踊り                               | 10月15日     |
| 第23回  | 薩摩琵琶                                                       | 10月22日     |
| 第24回  | なんこ                                                         | 11月5日      |
| 第25回  | なた豆                                                         | 11月12日     |
| 第26回  | 君が代                                                         | 11月19日     |
| SP      | 南九州市を学ぼう!                                              | 11月26日     |
| 第27回  | 天文館                                                         | 12月3日      |
| 第28回  | からいもんねったぼ                                             | 12月10日     |
| SP      | 新春特集 薩摩剣士隼人のチェスト!鹿児島塾                       | 2013年1月3日 |
| 第29回  | 薩摩切子                                                       | 1月7日       |
| 第30回  | 破魔投げ                                                       | 1月14日      |
| 第31回  | きびなご                                                       | 1月21日      |
| 第32回  | 大石兵六                                                       | 2月4日       |
| 第33回  | 日の丸                                                         | 2月11日      |
| 第34回  | 韓国岳                                                         | 2月18日      |
| 第35回  | 土人形                                                         | 3月4日       |
| 第36回  | よもぎ                                                         | 3月11日      |
| 第37回  | 日当山侏儒（ひなたやまじゅじゅ）どん                           | 3月18日      |
| 第38回  | 隼人ミツバツツジ                                               | 4月1日       |
| 第39回  | 薩摩藩留学生                                                   | 4月8日       |
| 第40回  | 「ちびっこ隼人なりきり自慢大会」2013年度ダイジェスト           | 4月15日      |
| 第41回  | 田の神戻し                                                     | 4月22日      |
| 第42回  | 大島紬                                                         | 5月6日       |
| 第43回  | 島唄                                                           | 5月13日      |
| 第44回  | 日新公（じっしんこう）いろは歌                                 | 5月20日      |
| 第45回  | ホタル                                                         | 6月3日       |
| 第46回  | ゴッタン                                                       | 6月10日      |
| 第47回  | 薩摩錫器                                                       | 6月17日      |
| 第48回  | 金魚すくい                                                     | 7月1日       |
| 第49回  | 知覧ねぷた祭                                                   | 7月8日       |
| 第50回  | 我は海の子                                                     | 7月15日      |
| 第51回  | 五ッ太鼓                                                       | 7月22日      |
| 第52回  | 稲刈り（超早場米）                                             | 8月5日       |
| 第53回  | ゼロ戦（復元戦闘機）                                           | 8月12日      |
| 第54回  | 木樽蒸留器                                                     | 8月19日      |
| 第55回  | かごしま黒豚                                                   | 9月2日       |
| 第56回  | 茶わん虫の歌                                                   | 9月9日       |
| 第57回  | 町の鍛冶屋さん                                                 | 9月16日      |
| 第58回  | おはぎ（ぼたもち）                                             | 9月23日      |
| 第59回  | しんこ団子                                                     | 10月7日      |
| 第60回  | 妙円寺詣りの歌（前編）                                         | 10月14日     |
| 第61回  | 妙円寺詣りの歌（後編）                                         | 10月21日     |
| 第62回  | 山太郎ガニ                                                     | 11月4日      |
| 第63回  | 桜島の椿油                                                     | 11月11日     |
| 第64回  | 薩摩ボタン                                                     | 11月18日     |
| 第65回  | おかべ（豆腐）                                                 | 12月2日      |
| 第66回  | 干し柿                                                         | 12月9日      |
| 第67回  | 町の畳屋さん                                                   | 12月16日     |
| SP      | 薩摩剣士隼人のチェスト!鹿児島塾 新春スペシャル                 | 2014年1月3日 |
| 第68回  | 凧（たこ）揚げ                                                 | 1月6日       |
| 第69回  | かせだうち                                                     | 1月13日      |
| 第70回  | 早堀タケノコ                                                   | 1月20日      |
| 第71回  | ツルの北帰行                                                   | 2月3日       |
| 第72回  | 阿久根ボンタン                                                 | 2月10日      |
| 第73回  | 川内（せんで）ガラッパ                                         | 2月17日      |
| 第74回  | 知覧のひな人形                                                 | 3月3日       |
| 第75回  | げたんは                                                       | 3月10日      |
| 第76回  | 昭和のオールドカー                                             | 3月17日      |
| 第77回  | 「ちびっこ隼人なりきり自慢大会」2014年度ダイジェスト           | 3月31日      |
| 第78回  | 指宿線朝市                                                     | 4月7日       |
| 第79回  | 入り鯛                                                         | 4月14日      |
| 第80回  | 大ハンヤ                                                       | 4月21日      |
| 第81回  | 前方後円墳                                                     | 5月5日       |
| 第82回  | 火星の接近                                                     | 5月12日      |
| 第83回  | サラブレッド                                                   | 5月19日      |
| 第84回  | 闘牛                                                           | 6月2日       |
| 第85回  | 長寿と子宝の徳之島                                             | 6月9日       |
| 第86回  | アマミノクロウサギ                                             | 6月16日      |
| 第87回  | 鉄人の島                                                       | 6月23日      |
| 第88回  | 薩摩鶏                                                         | 7月7日       |
| 第89回  | 曽我どんの傘焼き                                               | 7月14日      |
| 第90回  | フラダンス                                                     | 7月21日      |
| 第91回  | 市来の七夕踊り                                                 | 8月4日       |
| 第92回  | 川辺の仏壇                                                     | 8月11日      |
| 第93回  | ドラゴンフルーツ                                               | 8月18日      |
| 第94回  | スポーツ吹矢                                                   | 9月1日       |
| 第95回  | 金吾サァ踊り                                                   | 9月8日       |
| 第96回  | そば打ち特訓                                                   | 9月15日      |
| 第97回  | からし豚                                                       | 9月22日      |
| 第98回  | 秋太郎                                                         | 10月6日      |
| 第99回  | 流鏑馬                                                         | 10月13日     |
| 第100回 | フォークダンス                                                 | 10月20日     |
| 第101回 | 天吹（てんぷく）                                               | 11月3日      |
| 第102回 | 落ち鮎                                                         | 11月10日     |
| 第103回 | 隼人舞                                                         | 11月17日     |
| 第104回 | 落ちアユ（鮎）                                                 | 11月24日     |
| 第105回 | イノシシ猟                                                     | 12月1日      |
| 第106回 | 炭焼き                                                         | 12月8日      |
| 第107回 | しめ縄                                                         | 12月15日     |
| SP      | 薩摩剣士隼人のチェスト!鹿児島塾 新春スペシャル                 | 2015年1月3日 |
| 第108回 | 雅楽                                                           | 1月5日       |
| 第109回 | 連凧                                                           | 1月12日      |
| 第110回 | 桜島大根                                                       | 1月19日      |
| 第111回 | 川辺二日市（かわなべふつかいち）                               | 2月2日       |
| 第112回 | 薩摩糸びな                                                     | 2月9日       |
| 第113回 | 梅ヶ渕観音                                                     | 2月16日      |
| 第114回 | 鈴かけ馬                                                       | 3月2日       |
| 第115回 | 初午祭                                                         | 3月9日       |
| 第116回 | 鶴田手すき和紙（つるだてすきわし）                             | 3月16日      |
| 第117回 | 藺牟田池伝説（いむたいけでんせつ）                             | 3月23日      |
| 第118回 | なぎなた                                                       | 4月6日       |
| 第118回 | なりきり薩摩スチューデント                                     | 4月13日      |
| 第119回 | 羽島の黎明祭                                                   | 4月20日      |
| 第120回 | オッのコンボ                                                   | 5月4日       |
| 第121回 | しょうのう（樟脳）                                             | 5月11日      |
| 第122回 | ハチミツ（蜂蜜）                                               | 5月18日      |
| 第123回 | 砂丘らっきょう                                                 | 6月1日       |
| 第124回 | 葉たばこ                                                       | 6月8日       |
| 第125回 | 龍門滝発電所                                                   | 6月15日      |
| 第126回 | 花のいのちはみじかくて苦しきことのみ多かりけり                 | 6月22日      |
| 第127回 | 慈眼寺そうめん流し                                             | 7月6日       |
| 第128回 | ほおずき市                                                     | 7月13日      |
| 第129回 | 上野原縄文の森                                                 | 7月20日      |
| 第130回 | カブト虫相撲                                                   | 8月3日       |
| 第131回 | 志布志湾の天然ハモ                                             | 8月10日      |
| 第132回 | 羽島の黎明祭（再放送）                                         | 8月17日      |
| 第133回 | 十二支石像                                                     | 8月24日      |
| 第134回 | どでカボチャ                                                   | 9月7日       |
| 第135回 | ひがん花まつり                                                 | 9月14日      |
| 第136回 | ボーイスカウト                                                 | 10月1日      |
| 第137回 | 川内川アユやな                                                 | 10月5日      |
| 第138回 | 焼酎麹                                                         | 10月12日     |
| 第139回 | 切り絵アート                                                   | 10月19日     |
| 第140回 | 弥五郎どん祭り                                                 | 11月2日      |
| 第141回 | がね                                                           | 11月9日      |
| 第142回 | ゆず                                                           | 11月16日     |
| 第143回 | ゆべし                                                         | 11月23日     |
| 第144回 | 一輪車                                                         | 12月7日      |
| 第145回 | 赤穂義臣伝輪読会（あこうぎしでんりんどくかい）                 | 12月14日     |
| 第146回 | フランシスコ・ザビエル                                         | 12月14日     |
| SP      | 薩摩剣士隼人のチェスト!鹿児島塾 新春スペシャル                 | 2016年1月2日 |
| 第147回 | ストリートダンス                                               | 1月11日      |
| 第147回 | 居合道（いあいどう）                                           | 1月18日      |
| 第148回 | 子ども人形浄瑠璃（こどもにんぎょうじょうるり）                 | 2月1日       |
| 第149回 | 入来きんかん（いりききんかん）                                 | 2月8日       |
| 第150回 | おばあちゃんの折り紙                                           | 2月15日      |
| 第151回 | 東郷文弥節人形浄瑠璃（とうごうぶんやぶしにんぎょうじょうるり） | 2月22日      |
| 第152回 | 宮毘舞（みやびまい）                                           | 3月7日       |
| 第153回 | 金管五重奏（きんかんごじゅうそう）                             | 3月14日      |
| 第154回 | 甑島のゴッタン                                                 | 3月21日      |

### かごしまプロモーション課長ぐりぶー物語
2014年1月5日から3月30日まで南日本放送で放送された5分間のドラマ番組。「ぐりぶー」と「さくら」が主役のドラマだが、薩摩剣士隼人を制作しているボッケモンプロが制作を手がけ同じスタッフも多く、隼人やヤッセンボー一味も出演しており、新婚旅行の話は2014年8月に薩摩剣士隼人の番外編（パート8）「ぐりぶー&さくら らぶらぶ新婚旅行in徳之島」として放送された。

### つんつんとコンコンのボッケモン放送局 ON RADIO
2013年7月1日より鹿児島シティエフエムで毎週月曜日18時45分から18時58分に放送されている13分間のラジオ番組。つんつんとコンコンが、リスナーからのおたよりを読みつつ、「大人に何でも聞いてみよう」、「あまくち！人生相談」、「聞いてよ!くらしの必殺技」などのコーナーを行ったり、ゲストを迎えてのトークを行う。
また、番組内では月1回、ひっとべ!ボッケモンランドのオープニング曲を歌うroddyの2人によるコーナー「roddyのロディーったらー」や、歯科医師を迎えてのコーナー「ワハハの先生　歯のハナシ」も設けられている。つんつん、コンコンというキャラクターによる子ども目線での日常的な疑問などを取り上げ子育て世代の親に向け有益な情報を届けたいという趣旨で制作されており、放送後、YouTubeで配信も行われている。2014年8月にはタカプラで公開収録イベントを行っており、タカプラのボッケモンランドポイント引き換え特典として2015年3月にDVD化された。

## スタッフ
- 原作: 外山雄大、原田英樹
- 統括プロデューサー: 小野大
- 総監督・シリーズ構成: 外山雄大
- アカウントプロデューサー・オープニング撮影: 南しんぽう
- 脚本・絵コンテ・キャラクターデザイン: 原田英樹
- グラフィックデザイン: 前野克郎
- 音楽: 式大介、松本和樹
- 音楽プロデューサー: 野井倉博史（SRファクトリー）
- 撮影: 原口倫宗、長野泰英、上野祐助、松下瑞樹（松下瑞樹写真事務所）、（第一部一話、第二部二話）羽生孝文（JSC）
- 助監督: 成尾桂一郎
- 撮影補助: 立山和幸、下原砂紀
- 衣装造形チーフ: 竹原哲郎
- 衣装造型: 外山恵美子、海老原隆司、久保薗恵美、前野克郎、小野良子、白石淳
- 殺陣指導: 田原竜太郎（インスタッフ）
- アクションチーフ: 前野弘和
- アクション監督:中島厚也
- アクション: 赤星郁衣、阿倍弘光、有川ゆき、有村慶太、生田ひかる、伊藤仁美、伊藤雄司、今村学、内田健士、海老原純一、海老原隆司、尾上昇平、岡本大輝、小野大、折田博之、上園千恵、川上沙代、川越麗香、木佐貫晴也、草原美紀、工藤啓樹、久保田友和、隈元黎、祁答院賢生、是枝朱音、斎野みゆき、澤田晶子、式大介、下原砂紀、鈴木健一、大毛彩、高山功冶、武浩太郎、竹原哲郎、田中篤史、田中ロイジ、田原竜太郎、寺坂英祥、塘さゆり、土器屋剛、戸口のふみ、外山理香子、中村尚子、中村有里、長吉由加里、七芽欠伸、成尾桂一郎、萩原しほ、葉月杏奈、浜崎智世、濱田美希、平島要子、平原拡大、福永浩子、福元浩二、福元理恵子、堀督宏、前田加奈子、松本一孝、前野弘和、前野克郎、牧野利光、増田昇市、南大津明子、宮原健介、港真幸、南貴志、山下由香、山崎真和、湯川健、吉田翔太、米田翔太
- スタッフ: 有川奈々絵、池之上めぐみ、江口博英、垣見美幸、片山さゆり、鎌下花、楠崎隆行、桑原舞果、篠田裕太、下薗晶子、寶徳太、武宮優子、段原向日葵、津曲亜弥、鶴崎恵美、登山ひろか、下仮屋由香、長島亜左、中山貴之、原水由美、松山美佳、宮脇亜由美、村野亜弥、森田佳也子、若松智美
- アニメーション: 戸口のふみ、大迫茉生
- 第一部オープニング・エンディング撮影: 羽生孝文（JSC）、

松下瑞樹（松下瑞樹写真事務所）、野元博之
- 監修: 東川隆太郎（かごしま探検の会）
- 題字: 石原美紅
- 広報: 祁答院賢生
- 制作: 有川ゆき
- 企画・製作・著作: 株式会社ボッケモンプロ、薩摩剣士隼人プロジェクト

これらのスタッフ以外にも、地元自治体や企業、一般の協力者たちも多数、撮影に協力している。

### キャスト

#### レギュラー・準レギュラー
- おはらまつり: 古川彩香
- さつまきりこ: 葉月杏奈
- おおしまつむぎ: 村山礼恵
- コノハナサクヤヒメ: 咲耶（さくや）
- トヨタマヒメ: 海音（あまね）
- 大石兵六: 求哲成（Partyのり[203]）

#### ヒロイン等
- 平岡京子、井上萌、池田佳代、大毛彩、田中ロイジ、宮原健、宮原沙代子、中尾眞悠子[204][205] ほか

### 声の出演
- 薩摩剣士隼人: 尾堂公信
- 薩摩犬つんつん、キンカンぼうや、温州みかんさん、シーちゃん: 田中ロイジ
- 吉野狐コンコン、レディ・甘夏: 大毛彩
- 幻魔神狐ヤッセンボー、黒ぢょか太郎、ダイサイゴー: 原田英樹
- 幻魔忍者くぐり狐衆: 原田英樹、外山雄大、前野克郎
- 豪族武人熊襲: 中島厚也
- アイくろ: 福山優奈
- からいも子: 有川ゆき
- スイートポテトレディ、ぐりぶー: 生田ひかる
- 黒豚ヴィちゃん、ボンタンどん、暗黒怪獣ダークイッシー、究極怪獣デビルイッシー、灼熱怪獣ヒートイッシー、コンコン父: 米田翔太
- アマンクロス、ミスター・サワーポメロ、狐一族長老: 竹原哲郎
- 果樹神合体カジュカンサー: 四元大志
- ビワちゃん: 安藤菜夏
- コミカンちゃん、かるかんちゃん、守護神怪獣イッシー、たまおん、コンコン母: 有川ゆき
- ポンカンくん、タンカンくん: 前野弘和
- GA★ラッパー: 木佐貫晴也
- 麺inカゴンマ、デコポンくん、幻魔妖怪ンダモ支丹: 外山雄大
- 茶くれ爺: 湯川健
- げたんはくん: 前野克郎
- あくまきくん: 島挙治
- イッくん: 田中篤志
- らんらん: 外山理香子
- ふうぼー: 田原大空翔
- ホテ京Z: 祁答院賢生
- 薩摩隼人紀行ナレーション: 斉藤晶子

参考出典
- 「最終回特別企画キャンペーン実施中!」 薩摩剣士隼人プロジェクトスタッフブログ、2012年3月25日。
- 薩摩剣士隼人公式ガイドブック。
- 薩摩剣士隼人スペシャル音楽SHOWパンフレット。

### スーツアクター
スーツアクターと声優は全て鹿児島の人が演じている。基本的には、ヤッセンボーのアクションはアクション監督の中島厚也か、殺陣指導の田原竜太郎（インスタッフ）が担当している。

### 薩摩剣士隼人プロジェクト
薩摩剣士隼人を制作したプロジェクト委員会「薩摩剣士隼人プロジェクト（英:Hayato Project）」は鹿児島市内の民間4社、玩具のリサイクル運動を目的に誕生して南日本放送で2年間放送された特撮番組『オモチャキッド』の製作を手がけたイベント・着ぐるみ制作会社「アドベンチャー」、広告会社「ツーウェイズ」、音楽会社「SR Factory（エスアール・ファクトリー）」、人材派遣・イベント運営企画会社「インスタッフ（旧:インスピリット）」で、初期費用として60〜70万円を出資した。一話あたりの制作日数は、約10日で、15分のテレビ放送1回分にかかる撮影は約5日間。2012年半ばからは、統括プロデューサーでありツーウェイズ社長の小野大が代表取締役を務める株式会社ボッケモンプロの名前が関連する企業などの発表、薩摩剣士隼人関連商品や公式ホームページなどで新たに記載されるようになっており、第一部完結編のクレジットからも企画・制作・著作に薩摩剣士隼人プロジェクトだけでなくボッケモンプロの名前が、より大きく併記されるようになったほか、スタッフクレジットにおいて名前に括弧でツーウェイズやアドベンチャーと表記されていた者は会社名が表記されることがなくなっている。ボッケモンプロのホームページには、着ぐるみ制作依頼用ページのほか、ぐりぶー物語放送開始時期に開設された鹿児島のキャラクターまとめサイト「ボッケモンMAP鹿児島ご当地キャラマップ」のページが設けられている。なお、ボッケモンプロは薩摩剣士隼人オフィシャルウェブショップでの運営販売を行っており鹿児島県観光連盟のホームページにも会員として名を連ねているほか、ぐりぶー物語や、2015年開催「第30回国民文化祭・かごしま2015」に合わせて2014年11月からMBCテレビ「かごしま4」で毎回放送されている、カサリンチュが歌うテーマソング『タイムカプセル』に合わせて、ぐりぶーがご当地キャラや関係者と一緒に踊る週替わりコーナー「ダンスダンスぐりぶー　未来をつむごう!」の制作のほか、様々なイベントなどの仕事をはじめ、栃木県の「雷様剣士ダイジ」など鹿児島県以外のローカルヒーローにも携わっている。
運営資金は、イベント活動やグッズ販売の収益のほか、個人サポーター登録料として1口2千円からの寄付も募っており、薩摩剣士隼人プロジェクト事務局の口座への振込み形式をとっていたが、ボッケモンプロの薩摩剣士隼人オフィシャルWEBショップ開設後は同WEBショップでの個人サポーター会員証のページで受け付けている。どちらも公式ホームページ上に個人サポーターとして会員番号と名前を掲載することができる。
なお、フジテレビのテレビドラマガリレオスピンオフドラマ「タガーリン」第7話では柏木由紀がピンク色をしたコンコンのTシャツを着て登場しており、その回の番組エンドクレジットには衣装協力として「薩摩剣士隼人プロジェクト」が名を連ねている。

## 配信
鹿児島県以外でのテレビ放送は行われていないが、制作プロジェクトがYouTubeに公式チャンネルを作っており、地上波で放送された本編およびひっとべ!ボッケモンランドなどが第1話から最新話までが配信されており、ネットを使って鹿児島県以外の地域でも視聴が可能になっている。YouTube配信版は、地上波放送で複数週に渡って放送していた一話分をつなぎ合わせて完全版という形で配信している回も多いため、次回配信までの期間は数週間以上になることも多い。本編におけるネット配信版では前回のあらすじやボッケモン図鑑、さつま隼人紀行（撮影に使われた観光名所の特集）、おたよりコーナー、みんなで歌おう♪（カラオケコーナー）がカットされている。ひっとべ!ボッケモンランドでは、おたよりコーナーなども配信されており放送されたものとほぼ同じ内容となっている。

## グッズ・関連商品
- イケダパンから売り出されている4種類のキャラクター菓子パンは2012年3月初旬時点で約17万個売り上げ[12]、Tシャツやストラップも好調な売れ行きを見せており[208]グッズ販売額は2012年4月時点で400万円を超えており、グッズ販売当初は生産が追い付かず品薄となっていた時期もあった[45]。その後も、ぬいぐるみ、フィギュア、自転車、ティッシュやトイレットペーパー、レンタル用玄関マットなど関連商品は増え続けている。また、ローソンのご当地ヒーローカードコレクション第2弾や、その懸賞トランプ、ご当地ヒーローめんこコレクションにも隼人とヤッセンボーが採用されたほか、サンクス、ファミリーマート、山形屋など様々な企業とのコラボ商品も実現している。
- 様々な公式グッズが販売されており、2012年3月には鹿児島の老舗百貨店である山形屋本店と国分店にも薩摩剣士隼人のコーナーが設けられ、サンクス、ファミリーマート、山形屋の雑貨屋「What」など様々な店で販売され、その後も、にぎわい通り大学、オプシアミスミ、ドルフィンポート、イケダパン直営店、かごしま遊楽館などをはじめ、鹿児島県内外を問わずの様々な店で販売されている。
- 2012年4月20日からは直営店として、鹿児島の老舗ショッピングモールモール・タカプラ1階に薩摩剣士隼人オフィシャルショップ「ボッケモンランド」がオープン。当初は期間限定として半年程度の予定だったが、薩摩剣士隼人の人気に伴い延長され[209]2015年3月29日までの約3年間続いた。この店舗にキャラクターたちや声優などが登場したことも度々あり、にがお絵などの展示企画、手書きキャラクター展示台の設置企画、着色キャラクタークッキーの投稿企画なども行った。ファンの手作り作品を販売するハンドメイドコーナーも人気があり、2012年末時点で70種類以上のグッズやコラボ商品が販売されている[210]。オフィシャルショップについて統括プロデューサーの小野は「タカプラの客層に合わせたオリジナルグッズを開発していきたい」、「触れ合えて身近に感じられる存在になれば」、「月間売り上げ目標は200万円」とコメントした[45]。
- 2012年4月からは、番組スポンサー企業の「ふく福」で一部店舗を除き、隼人の天ぷらうどんセット、つんつんのお寿司セット、コンコンのきつねうどんセットを食べた子供に対し、先着でサイン入りランチョンマットをプレゼントして抽選で撮影会に親子100組を招待する「薩摩剣士隼人フェア」を開催した[211][212]。5月からはランチョンマットの店頭販売も行った[213]。
- 2012年5月からは「めっけもん」で、お誕生日券を持つ先着500名の子供へ、めっけもん坊やのボッケモンカードをプレゼントする企画が行われている[214]。
- 2012年5月3日〜5日にはマルヤガーデンズで薩摩剣士隼人ボッケモンバトルカード大会が行われている。
- 2012年10月には、子供用のなりきりおもちゃ「ちゃんばら無刃剣十字丸」が、2012年12月には全長約17センチの薩摩剣士隼人ソフトビニール人形が発売されている[210]。
- 2012年7月をはじめ、2013年1月や2015年1月には、番組スポンサー企業の「SAKODA」が学習机やランドセルを購入した客へ、隼人デスクマットや隼人パンチングバルーン、隼人などがデザインされた男の子用もしくは、つんつんコンコンアイくろがデザインされた女の子用の、大きさが違う3種類バッグセットの新入学3点セットなどがプレゼントされた。
- 2012年12月には、鹿児島県内の郵便局や郵便局の通販ショップで、オリジナルフレーム切手セットも販売され、発売に伴い県庁では、日本郵便九州支社本部長らが、鹿児島県知事と薩摩剣士隼人に切手を手渡す贈呈式も行われた[215][216]。
- 関連商品である、小型ぬいぐるみ商品の「ボッケモンマスコットストラップ」や、ぬいぐるみ商品の「BIGボッケモンマスコット」は、人件費の安い海外生産ではなく鹿児島の企業が製作しており、日本で作るとなかなかコストが合わないが地元のキャラクターを地元で作って売れると誇らしいし意識が高くなるという思いから鹿児島の主婦が手作りで製作している[217]。
- 2013年6月には、2013年3月の全国藩校サミット鹿児島大会を記念して、16世紀中ごろに島津忠良が武士の心得を詠んだ「日新公いろは歌」47首を、薩摩剣士隼人のキャラクターが描かれたカルタになり、隼人とヤッセンボーの声で読み札を読むCDを付属した商品「鹿児島いろは歌カルタ」が制作され、南九州ファミリーマートなどにおいて発売された。この商品は、全国藩校サミット鹿児島大会実行委員会、KTS鹿児島テレビ、南九州ファミリーマートが鹿児島市に100セット寄贈しており、教材として鹿児島市内の図書館、小学校、保育園などに置かれている[218][219]。
- 鹿児島銀行では、薩摩剣士隼人とコラボした貯金箱、お年玉袋、おえかき帳などが配布された。
- JA共済では、薩摩剣士隼人とコラボした反射材、ポケットティッシュ、トートバッグなどが配布された。
- 格闘家の菊野克紀やサッカーなでしこリーグのジュ ブリーレ 鹿児島とのコラボTシャツ、宮崎のローカルヒーロー天尊降臨ヒムカイザーとのコラボうちわも限定販売された。
- 2013年10月からは、鹿児島ミュージックフェスタなどのイベントなどで、ピンクリボンかごしまとの限定コラボ商品が販売されている。
- 2013年にはイケダパンから予約特典映像も付いたキャラデコクリスマス薩摩剣士隼人つんつん&コンコンケーキも販売され、2014年には同ケーキがファミリーマートで販売された。
- 2013年からは福袋が販売されており、2014年には山形屋にて隼人とつんつんが来る「薩摩剣士隼人がお家にやってくる福袋」も販売されたほか、2014年と2015年にはタカプラのボッケモンランドと県外のイベント会場にてオリジナルグッズが混入された福袋が数種類販売された。
- 2014年1月にはJAグループの鹿児島パールライスから、薩摩剣士隼人の名を冠した県内産100%ブレンド米が普通米と無洗米の2種類発売され発売日から3日間、鹿児島市内6店舗で隼人らが宣伝を行った[220]。
- 2014年からはLINEクリエイターズスタンプ薩摩剣士隼人第一弾がLINE STOREで販売開始されている。

### 映像ソフト
ボッケモンプロからDVDが発売。第一巻と第二巻は特典映像も収録されており、第一部完結編が収録されている第三巻はテレビ未放送のシーンが追加されたディレクターズ・カット版となっている。
| 巻数                                                                        | 収録話数              | 商品番号 | 発売日         |
| --------------------------------------------------------------------------- | --------------------- | -------- | -------------- |
| 『薩摩剣士隼人』・第一巻                                                    | 第一部一 - 六話       | SKH-001  | 2012年10月7日  |
| 『薩摩剣士隼人』・第二巻                                                    | 第一部七 - 十話       | SKH-002  | 2012年11月22日 |
| 『薩摩剣士隼人』・第三巻                                                    | 第一部完結編一 - 六話 | SKH-003  | 2013年1月25日  |
| 『ボッケモン ダンス&ダンス レッスンDVD』                                    |                       | SKH-004  | 2013年5月18日  |
| 『恋愛シミュレーションDVDわたしのヤッセンボー様』                           |                       |          | 2014年1月2日   |
| 『2014日本ローカルヒーロー祭DVD-R DL 2枚組』                                |                       | NLHF-04  | 2014年12月23日 |
| 『ボッケモン鹿児島弁講座』                                                  |                       | SKH-005  | 2015年1月2日   |
| 『NATSUダッ!RADIOダッ!ボッケモン放送局ダー!』                               | ポイント引換え特典    |          | 20153月1日     |
| 『さようならボッケモンランド!?バレンタイン大作戦Part.2 The★ボッケモン劇場』 | ポイント引換え特典    |          | 20153月1日     |
| 『薩摩剣士隼人』・第四巻                                                    | 第二部一 - 五話       | SKH-006  | 20154月1日     |
| 『薩摩剣士隼人』・第五巻                                                    | 第二部六 - 九話       | SKH-007  | 20154月1日     |

### 関連CD
『薩摩剣士隼人 主題歌-薩摩剣士隼人』
2012年4月10日発売。
エンディングVer.、カラオケVer.、ピアノVer.収録。
『カゼノコトノハ』
2012年7月7日発売。
カラオケVer.、ラ・ラ・ラVer.、ピアノVer.収録。ボッケモンバトルチェスト用プリモゼカード特別Ver.付き
『KAGOSHIMA MUSIC AID Vol.1』
2012年8月11日発売。
1トラックに薩摩剣士隼人がCDの内容を紹介する口上が収録されており、2トラックの歌にも、随所に登場している。
『GA★RAPPER&YOSHINOGITSUNE konkon』
2012年9月8日発売。
GA★ラッパーラップ、きつねのおてがみ、GA★ラッパーラップ弾き語り、ボーナストラック収録。
『天の声/さくらなみき』
2010年10月1日発売。
天の声カラオケVer.、さくらなみきカラオケVer.収録。
『そのままの君が好き。』
2011年12月6日発売。
ひっとべ!ボッケモンランド主題歌「Going Now!」と同じ曲の挿入歌「つながり」が収録されたアルバムCD。
『Going Now!〜つながり〜』
2013年3月13日発売。
ひっとべ!ボッケモンランド主題歌。
『つんつんとコンコンのボッケモン放送局』
タカプラの公式ショップ・ボッケモンランドで貯まったポイントカードと交換できる非売品CD。Vol.1からVoi.3までの3種類に、Vol.1からVoi.3までの内容と「くぐり狐とくぐり狐とヤッセンボーのボッケモン幻魔通信」が収録された内容で2014年つんつんコンコン福袋に封入されていたSPECIAL EDITIONも含めた4種類がある。
『恋愛シミュレーションCDわたしのヤッセンボー様』
『薩摩剣士隼人ボッケモンヒット曲集』
2014年4月23日発売。
TOP RUN Xより発売された全14曲収録のアルバムCD。

### ゲーム、アプリ
- 薩摩剣士隼人になれるハイテク3D一体型ゲーム
体の動きにあわせて画面上の隼人も動く一体型体感ゲーム。薩摩剣士隼人第一部劇場用特別バージョン上映イベントや、ボッケモン展、鹿児島ITフェスタ、ショッピングセンターなどでプレイ可能なゲームが設置され、ランキングサイトもオープンしている。
- 薩摩剣士隼人ボッケモンバトラーズシリーズ
ボッケモンたちが登場する、Windows用対戦型アクションゲーム。背景には鹿児島県内の風景も登場。開発は、原田学園鹿児島キャリアデザイン専門学校ゲーム制作サークル学生約20名と教員。2012年5月から開発が行われ、2012年11月に原田学園学園祭にて発表され[221]、鹿児島ITフェスタでの出展、イオン鹿児島での体験版展示などを経て、後に一般発売となった。

薩摩剣士隼人ボッケモンバトラーズ先行発売版
2013年7月発売。隼人、つんつん、GA★ラッパー、黒ぢょか太郎でプレイできる。最大4人で遊ぶことのできるバトルモードと一人で遊ぶことのできるストーリーモードが収録されている。
薩摩剣士隼人ボッケモンバトラーズ完全版
2013年12月発売。先行発売版キャラクター4名に加え、ヤッセンボー、コンコン、ヴィちゃん、アマンクロス、おはらまつり、くぐり狐、くぐり狐　ふっとか剣をプレイヤーキャラクターとして使用できる。ステージの数も大幅に増えており、より多くの鹿児島県の様々な風景を楽しむことができる。ゲームモードも大幅に増加されており、ゲームオリジナルのストーリーも12本収録されている。また、完全版をインストールした状態で先行発売版のディスクを使用すると「薩摩剣士隼人ボッケモンバトラーズ完全版真打」がプレイできる。こちらはダークヤッセンボーの追加が行われており、また、多くのキャラクタに追加技が用意されている。また、真打専用ステージとして「桜島」のステージが2種類を収録。応援時のボイスや勝利時のボイスも完全版より増加されている。完全版にはミニパズルゲーム「つんつんとコンコンのラーメンわんわん」も収録されており、10×10マスのエリアにつんつんパネル、コンコンパネル、ラーメンパネル、ジャマパネルなどが配置されており、つんつんとコンコンのパネルを最低1枚のラーメンパネルを線で結んで消していく落ち物パズルゲーム。直線で消す、大量に消す、ラーメンパネル1枚だけを消すなど、消し方によって様々な役が付き、残り時間の回復と貰える点数が変化する。
- 薩摩剣士隼人かごんまよかもんナビ
スマートフォン用アプリとして2015年10月より期間限定で開始。鹿児島県、公益社団法人鹿児島県観光連盟、鹿児島市、公益財団法人鹿児島観光コンベンション協会も協力している、鹿児島の特産品、グルメ、良いもの、鹿児島県観光連盟お勧めの観光モデルコース、観光スポットの紹介するアプリ。地図検索機能もあり、「ランチ」「コンビニ」などと検索すると、該当する現地から近いスポットを探すことができ、検索した場所への経路も調べられる。薩摩剣士隼人とコラボしており、薩摩剣士隼人のあらすじや登場人物の紹介もあり、記念撮影の機能では、薩摩剣士隼人をはじめ登場するボッケモンのスタンプ画像を、撮影した画像や端末に保存されている画像に挿入することができ、鹿児島の観光スポットを巡ることで増えるスタンプ画像も用意されている。今後、鹿児島県への旅の予約や、ネットショッピングの機能も実装予定。
- LINEクリエイターズスタンプ　薩摩剣士隼人　第一弾
LINE用スタンプ。+2014年からLINE STOREで販売開始。+制作者は薩摩剣士隼人のキャラクターデザインなどを手掛ける、原田英樹。
- ヤッセンフリー　やっせん占い
2014年に発売されたノンアルコール飲料「ヤッセンフリー」のQRコードをスマートフォンで読み取り、無料の専用アプリをダウンロードして缶に描かれている弥閃之印を読み取ると起動する、AR（各超現実）コンテンツの占い。隼人、ヤッセンボー、熊襲、つんつん、コンコンが現れ、結果を告げる。

## 単発出演

### テレビ
KTSにおける番組放送開始前、開始後を問わず、NHKも含めイベント出演の様子が県内各テレビ局のニュースで何度も取り上げられている他、KTSでの番組放送開始後もMBCやKKBのテレビ番組に生出演するなど、放送局の垣根を越えて活躍している。
- ズバッと!鹿児島（南日本放送、2010年10月[222]、2014年10月、2015年10月放送）
2010年10月には、隼人、つんつん、くぐり狐衆がスタジオに生出演。2014年10月には隼人になりたいという園児が通う熊本の保育園にて隼人、つんつん、くぐり狐衆がサプライズで登場。2015年10月には、ロンドンで行われた「ジャパン祭り2015」の、隼人とヤッセンボーによる吹替版ショーの様子が紹介された。
- Kingspe（鹿児島放送、2010年11月、2012年8月、2013年1月放送）
- NHKニュースおはよう日本九州沖縄（NHK総合、2010年12月放送）
- NHKニュース鹿児島（NHK総合、2016年4月、2016年8月、2016年10月放送）
2016年4月には鹿児島中央警察署で行われ春の全国交通安全運動・地域安全運動出発式と出席した隼人やつんつんの様子を紹介。2016年8月には、新メンバーとして指宿市出身の日本人メンバーが加入したことをきっかけに、上海のアイドルグループ『Lunar（ルナ）』がメインで踊る、鹿児島県制作のプロモーションビデオで、隼人、ヤッセンボー、熊襲、つんつん、コンコンが、ぐりぶーたちと共にバックダンサーを務めた様子を紹介。2016年10月には秋の全国地域安全運動出発式に出席した隼人とつんつんが映った。
製作会社のアドベンチャーにおいて、隼人とスタッフたちが生出演。
- ぐるっと8県九州沖縄（NHK総合、2011年4月放送）
- げっきん!かごしま（鹿児島テレビ、2011年9月放送）
- KTS赤丸チェック（鹿児島テレビ、2011年11月放送）。
- てゲてゲ（南日本放送、2011年11月、2013年1月、10月、2013年12月、2014年1月、2015年1月、4月、6月放送放送）
2011年11月に「天文館"ゆるキャラ"大集合!」の特集で登場。2013年1月にはゲーム、グッズ、製作秘話などが放送された「薩摩剣士隼人特集」で隼人、つんつん、ヤッセンボーが生出演。2013年10月の「俳優よし俣とよしげ映画出演メイキング」では、映画「六月燈の三姉妹」撮影風景において隼人、つんつん、ヤッセンボーが登場。2013年12月には映画「六月燈の三姉妹」ロケが映った回とスポーツゴミ拾いの回に、それぞれ一瞬登場。2014年1月には、ぐりぶー物語撮影シーン潜入特集で隼人やヤッセンボーが登場した。2015年にはイベントに出演したプリモゼレジェンドが紹介され、1月には鹿屋で2014年12月に行われた「ヲタコイ」の模様が、同年4月には「MBC SPRING FESTA」の模様が、同年6月には「さつま de Wedding Festival」の模様が紹介された。ちなみに、この番組では過去に第一話撮影風景の取材も行っている。
- デルフォイの神託（鹿児島テレビ）
2012年2月、3月、4月、9月、10月に隼人、つんつん、ヤッセンボーが出演。2012年11月放送回と2013年2月放送回ではプリモゼが出演。2013年1月放送回にはコンコン、ヤッセンボー、GA★ラッパーが出演。
- ぷらナビ+（鹿児島放送、2012年3月放送）
「さなえがキョロリ」のコーナーにて隼人が生出演。ひっとべかごしま2012の会場を紹介して蕎麦を食べた。
- FNNスーパーニュース（フジテレビ系列、2013年8月放送）
お台場で行われたフジテレビのイベント「ゆるキャラダンス選手権」に出場したぐりぶーと一緒に、会場で応援する隼人も映し出された。
- KTSスーパーニュース[24]（鹿児島テレビ、2012年2月、2013年6月、2014年5月、2015年8月、2015年9月、2016年4月放送）
2012年2月にはエキストラを募集した指宿市での撮影の様子を特集。2013年6月には鹿屋スタジオからの中継でイベントPRのため隼人とヤッセンボーが生出演。2014年5月には香港のテレビ局が鹿児島を紹介を紹介する番組に隼人とヤッセンボーが出演する様子を特集。2015年8月には海外で頑張る鹿児島出身者の特集でロンドンの「ジャパンまつり」に隼人らが出演することを紹介。2015年9月にはロンドンの「ジャパンまつり」と、出演した隼人とヤッセンボーを報道。2016年4月には鹿児島中央警察署で行われ春の全国交通安全運動・地域安全運動出発式と出席した隼人やつんつんの様子を紹介。
- KTS春の番組まつりinAMU広場（鹿児島テレビ、2012年3月、2013年3月、2014年3月放送、2015年3月放送）
隼人とヤッセンボーがクイズコーナーなどに生出演。
- すこやかふれあいフェスティバル（鹿児島テレビ、2012年5月、2013年5月、2014年5月、2015年5月放送）
2015年は会場にいる隼人が映り込んだ。
- ナマ・イキVOICE[223]（鹿児島テレビ、2012年6月放送）
- ゆうテレ（鹿児島テレビ）
2012年6月放送回ではコスプレ、手作りアート、つまようじアートなど薩摩剣士隼人を特集した[224]。2012年7月放送回では劇場版PRの回に出演。2012年8月放送回ではプリモゼがサンクス新商品CMとPRのため出演。2012年7月、2013年7月、2014年7月放送回ではJTBの夏旅まつりPRに隼人も出演しており、2012年と2013年にはスペースワールド紹介の際にウルトラマンも同じ画面に出演した。2015年8月放送回では、イオンモール鹿児島からの生中継でイオン鹿児島での練り歩きPRのためダイサイゴーと隼人が出演した。
- ゆうテレ・おはら祭スペシャル（鹿児島テレビ、2012年11月放送）
隼人、つんつん、ヤッセンボーがダチョウ倶楽部と生出演で競演。
- KTSの日（鹿児島テレビ、2011年、2012年、2013年9月[225] 放送）
2011年と2012年には放送用のステージショーも放送され、2013年はファミリーマートとのコラボ商品紹介やイベント紹介で出演した。
- KYT news every.（鹿児島讀賣テレビ、2012年6月放送）
- RSKイブニング5時（山陽放送テレビ、2013年3月放送）
- ナニコレ珍百景（テレビ朝日、2013年2月、2013年10月、2015年9月放送）
2013年10月には学校珍百景の「鹿児島市にある小学校 校長がコスプレする運動会」で池田小学校校長がコスプレして登場する映像に隼人も登場。
- 見っどナイト（鹿児島テレビ、2013年6月、2013年12月、2016年7月放送）
2013年6月には鹿児島の飲食店のメニューを食べるコーナーで隼人が登場して、すき焼きを食べた。2013年12月には、鹿児島キャリアデザイン専門学校学園祭「キャリフェス」でのボッケモンバトラーズ完成発表会や壇上での隼人とヤッセンボーの様子が放送された。2016年7月には、薩摩剣士隼人シリーズ新作『巨人伝説サツマジン』が10月放送予定という告知と、鹿児島キャリアデザイン専門学校のイベント「サツマ・ウォー」にて4mのサツマジンが初公開された様子が放送された。
- beポンキッキーズ（BSフジ、2013年9月放送）
「ロリポップス体操 のーびのびよ〜ん」のコーナー内で隼人、つんつん、ぐりぶーがダンスを踊った。
- めざせ!グルメスター（NHK BSプレミアム、2013年9月放送）
「対決!ご当地ラーメン」のコーナーで「ご当地ヒーローが紹介!PRビデオ」と銘打ち、隼人が串木野まぐろラーメンを紹介するビデオが字幕付きで放送された。
- 2013かごしまこの一年（南日本放送、2013年12月放送）
隼人たちも出演する「ぐりぶー物語」の生放送番宣。
- 世界一の九州がはじまる!街が舞台の新競技　ゴミ拾いはスポーツだ!（南日本放送、2014年1月放送）
隼人も登場した鹿児島市内で2013年に行われたイベント「スポーツゴミ拾い」の様子が放送された。
- クチコミ新発見!旅ぷら（読売テレビ、2014年1月放送）
タカプラの薩摩剣士隼人グッズショップ　ボッケモンランドが紹介された[226]。
- 郷土愛バラエティーわが県はいったい何県!?SP鹿児島編（フジテレビ系列九州沖縄8局ネット、2014年2月放送）
鹿児島テレビ制作の鹿児島出身のタレントが出演する鹿児島の魅力を紹介する番組中で薩摩剣士隼人のテレビ番組が紹介された。
- 情報WAVEかごしま（NHK鹿児島、2014年3月、2015年8月放送）
PC用ゲームの薩摩剣士隼人ボッケモンバトラーズが紹介された。
- あさパラ!（読売テレビ、2014年3月放送）
「しゅん1番」のコーナーで隼人とヤッセンボーがプリマ旦那と天文館のご当地グルメを紹介。
- ZIP!（日本テレビ、2014年4月放送）
「はてナビ」のコーナーで隼人パッケージの黒菓ボーロと一緒に薩摩剣士隼人の番組などが紹介された。
- ローカルヒーローが行く!!日本まるわかり　ご当地クイズ（フジテレビ系列、2014年5月放送[227]）
サバンナの八木真澄と隼人が鹿児島の銭湯や温泉に関するクイズを出題。年間200回以上の薩摩剣士隼人ステージショーが行われていることも紹介された。
- BORDER（テレビ朝日、2014年6月放送）
最終回での被害者の子供部屋と犯人が勤めていたスター玩具のシーンにセットとして隼人のソフビが登場。
- お願い!ランキング（テレビ朝日、2014年8月放送）
鹿児島県vs岐阜県ご当地フード対決で隼人、つんつん、ダイサイゴーが、はしのえみに応援メッセージを送った。
- あさイチ（NHK総合テレビジョン、2014年9月放送）
宮下純一と有働由美子が薩摩剣士隼人の話題を展開。
- おしゃべりサラダ（鹿児島テレビ、2014年11月放送）
本格焼酎蔵元を巡るクルージング&バスツアーでのフェリー内にて隼人がナンコを行っている様子が放送された。
- ドキュメント九州（テレビ西日本8局ネット、2014年9月放送）
「地方を発信する力 薩摩剣士隼人」において監督・外山雄大の密着ドキュメントや番組撮影風景を放送。
- チャンネル8　ドキュメント鹿児島（鹿児島テレビ、2014年11月放送）
監督・外山雄大の密着ドキュメントや番組撮影風景を放送。
- 大隅あれこれ（南日本放送、2015年1月放送）
2014年12月に鹿屋で行われた「おおすみこどもフェスタ」の紹介。
- ぐっとグッドかごしま（鹿児島テレビ、2015年4月放送）
2015年3月の「かごりん」開始記念セレモニーの様子を紹介。
- 遺留捜査（テレビ朝日、2015年5月放送）
聞き込みで訪れた店のショーケースに隼人のソフビが展示されていた。
- 先人たちの底力 知恵泉「戦国 奇跡の生き残り術 島津義久」（NHK Eテレ、2015年9月放送）
レポーターを襲うヤッセンボー一味を隼人が撃退した。
- MBCニューズナウ（南日本放送、2015年9月、2016年5月、2016年10月放送）
2015年9月にはロンドンの「ジャパンまつり」と、出演した隼人とヤッセンボーを報道。2016年5月にはイオンモール鹿児島で行われた新茶キャンペーンと出演した隼人の様子を紹介。2016年10月には秋の全国地域安全運動出発式に出席した隼人とつんつんが映った。
- MBCニュース（南日本放送、2016年4月放送）
2016年4月に鹿児島中央警察署で行われ春の全国交通安全運動・地域安全運動出発式と出席した隼人やつんつんの様子を紹介。
- お宝満載!なっ得テレビ（鹿児島テレビ、2015年11月放送）
豊年醸す祭りに、隼人、ヤッセンボー一味、つんつん、プリモゼレジェンドが出演した様子が放送された。
- モーニングCROSS（東京メトロポリタンテレビジョン、2015年12月放送）
スタジオに隼人が生出演した。
- ロンドンに薩摩あり〜薩摩藩英国留学150年〜（南日本放送、2015年12月放送）
ロンドンの「ジャパンまつり」に出演した隼人とヤッセンボーの様子が放送された。
- 鹿児島マラソン2016（南日本放送、2016年3月放送）
生放送に、沿道で応援するダイサイゴー、つんつん、隼人が映った。
- 鹿児島マラソン2016　スーパーダイジェスト（南日本放送、2016年3月放送）
沿道で応援するダイサイゴー、コンコンが映った。
- かごニュー（鹿児島テレビ、2016年7月放送）
妖怪ウォッチ主題歌「照國神社の熊手」を隼人たちが、ぐりぶーファミリーと踊るYouTubeの動画が紹介された。
- KKBスーパーJチャンネル（鹿児島放送、2013年1月、2016年8月放送）
2013年1月には鹿児島伝統の遊び「破魔投げ」大会に隼人が参加した様子を紹介。2016年8月には新メンバーとして指宿市出身の日本人メンバーが加入したことをきっかけに、上海のアイドルグループ『Lunar（ルナ）』がメインで踊る、鹿児島県制作のプロモーションビデオで、隼人、ヤッセンボー、熊襲、つんつん、コンコンが、ぐりぶーたちと共にバックダンサーを務めた様子を紹介。
- かごしま24（南日本放送、2016年8月放送）
新メンバーとして指宿市出身の日本人メンバーが加入したことをきっかけに、上海のアイドルグループ『Lunar（ルナ）』がメインで踊る、鹿児島県制作のプロモーションビデオで、隼人、ヤッセンボー、熊襲、つんつん、コンコンが、ぐりぶーたちと共にバックダンサーを務めた様子を紹介。

### 映画
- 六月燈の三姉妹
隼人、つんつん、ヤッセンボー、くぐり狐衆が出演。

### ラジオ
- 福山雅治のオールナイトニッポンサタデースペシャル・魂のラジオ（ニッポン放送）
2010年10月放送「全国地元ヒーロー人気投票」で薩摩剣士隼人が全国ベスト5にノミネートされた[228]。
- μ's wave（エフエム鹿児島）
2011年11月放送回には隼人と監督の外山が出演。2012年7月放送回にはプリモゼの3人が出演した。同番組司会のDJ POCKYは第一部完結編にも出演している。
- 週末ティータイムさつまカフェ[229]（FMぎんが）
2011年11月放送。監督の外山が出演して薩摩剣士隼人の紹介を行った。
- ゆったりずむ（FMぎんが）
2011年11月放送。監督の外山が出演して薩摩剣士隼人の紹介を行った。
- ゆみチャンネル（鹿児島シティエフエム）
2012年9月放送。隼人が出演。
- 夕方フレンド（あまみエフエム　ディ!ウェイヴ）
2012年12月放送。監督の外山が出演して薩摩剣士隼人の紹介を行った。ゆぶぃニングアワー内で放送され、翌日には再放送された。
- 「KinKi Kids どんなもんヤ!」（文化放送）
2012年10月放送「なんでもこいやのフツオタ美人」で紹介された。
- 田辺令吉のおはよう!発車オーライ（MBCラジオ、2012年3月放送）
- どうも僕です。（FMぎんが）
2012年4月放送回にプリモゼの3人とヤッセンボー[230]、2012年11月放送回にGA★ラッパー[231]が出演。
- 今夜、さくらナイト（鹿児島シティFM、2012年12月放送）
プリモゼの3人が出演。
- RadioBurn（MBCラジオ、2012年8月放送）
監督の外山が出演して薩摩剣士隼人の紹介を行った。
- 古山かおりのモーニングスマイル（MBCラジオ、2014年2月放送）
隼人が生出演した。上記の他、、MBCラジオの2010年10月放送「ズバッ@RADIO〜青だよ!たくちゃん!〜」、2013年2月公開インターネットラジオ「ぼんやり新井里美と時々コクーボなハッピーRADIO!」第1回ほか、多数の番組で薩摩剣士隼人が紹介されている。
- お茶の間ステーション2時6時（岐阜放送、2015年4月放送）
治水神社春季大祭のショーをPRするため統括プロデューサーの小野がスタジオで生出演した。
- 城山スズメ（MBCラジオ、2016年8月放送）
『九州情熱人』のコーナーで、監督の外山についてのエピソードを中心に、本作についても取り上げられた。

### 雑誌など
- ハイパーホビー（徳間書店）
2011年12月号「TV新日本ヒーロー紀行」。2013年4月号「エンターテイメントチェイサ―[232] 」。
- 福岡ウォーカー（角川書店）
平成24年2月号「ゆるキャラと歩く九州おもしろ旅」。平成25年9月号「鹿児島GMT自慢Times」。
- リビングかごしま（南日本リビング新聞社）
2011年1月30日号「今、コレ知り隊!Vol.8」。2012年1月7日号「紙上宣言!2012年新春私のチャレンジ[233]」。リビングかごしま、リビング国分隼人2012年4月14日号「たわわタウン倶楽部 新・ご当地ドリンク カジュカンサー[234][235]」
- 小冊子「楽しく学ぼう　なるほどかごしま　あいもこいも」（鹿児島県農政部農村振興課）
- 鹿児島県観光情報誌「かごしま旅情報」
- 朝日新聞（九州版）
2012年1月11日付「TVだ!映画だ!ご当地ヒーロー出動[236]」
- タウンワーク鹿児島版（リクルート）
2012年3月5日号「巻頭特集　薩摩剣士隼人が応援!未経験歓迎のおシゴト」
- 外戸本（文榮出版社）
No,287・2012年4月号「＜特集＞ご当地グルメロード＆キャラクター列伝　ご当地キャラクター図鑑」
- まっぷる鹿児島　霧島・指宿・屋久島・奄美大島'13
「話題のご当地ヒーロー「薩摩剣士隼人」がご案内!かごっまグルメ[237]」
- てれびくん
2012年5月号「ご当地ヒーロー大作戦!!第2話[238]」。2012年9月号付録「2時間たっぷりヒーロー夏まつりDVD」
- 鹿児島県歯科医師会報　TEETHFUL
2012/12〜2013/1月号「スペシャルインタビューVol.4薩摩剣士隼人さん」
- TJカゴシマ（斯文堂）
- 鹿児島県観光ガイドブック2013 KA GOOD SHIMA[239]
2013年3月号（GA★ラッパー[240]）。2013年4月号「鹿児島ご当地キャラ大集合[241]」。2013年12月号（さつまきりこ[242]）
- LEAP（南日本出版）
2012年9月号「美人時計」（プリモゼ）。2012年9月号別冊付録冊子「指宿vs霧島」（隼人）。
- ホットペッパー (フリーペーパー)鹿児島版（リクルート）
2012年9月号（つんつん）。2013年1月号（コンコン）。2013年5月号（隼人）。
- under's high
vol.15「特集「創造共同体」community 2 薩摩剣士隼人[17]」（外山雄大）
- 市民フォト鹿児島
No.125「私の好きな場所」（外山雄大）[243]
- 「鹿児島の歩き方　鹿児島市編」（南方新社）
番組と、監督の外山を紹介。
- DIME（小学館）
2012年No.1、隼人が表紙のみ掲載。
- mina（ミーナ）（主婦の友社）
2013年9月号「日本縦断!47都市大調査!」（隼人、つんつん）。
- SURFIN LIFE（マリン企画）
2013年10月号「小川直久・幸男兄弟の未だ見ぬ波との出会い　鹿児島」
- 垂水市広報誌　広報たるみず
2013年11月号　No.31「着実に進む地域づくり　ヒーローだってやってくる[244]」
- よか!DO（新生社印刷）
No.4 2013Winter。第二部　黒潮激闘編やオフィシャルショップ・ボッケモンランドのPRを掲載[245]。
- Shi-Ba（シーバ）（辰巳出版）
2013年11月号「ご当地WANキャラ　FILE02」、41頁。
- 隼人と知ろう!ぐりぶーと学ぼう!消費者っちなんけ?[246]
消費者トラブルイベントで無料配布された冊子。
- クレセール（濱島印刷）
2014.1 Vol.38「新春スペシャルインタビュー薩摩剣士隼人原作・総監督外山雄大さん」、2-3頁。
- エンタミクス（KADOKAWA）
2014年6月号No.68付録「あなたの知らない日本全国ローカル番組大図鑑」
2015年11月号No.85「NEXTブレイクTV　薩摩剣士隼人YOKADO!カゴンマ[247]」
- TOKYO GAME SHOW 2014 OFFICIAL GUIDE BOOK
隼人の鹿児島市ブース来場について丸々1ページ掲載された[248]。
- 2014日本ローカルヒーロー祭　公式パンフレット
ヤツルギ魂主催で2014年10月に千葉市で行われた日本ローカルヒーロー祭のパンフレット。薩摩剣士隼人の内容についても掲載されている。
- サイゾー（株式会社サイゾー）
2015年4月号「P様の函」26頁の新宿ちどり歯科特集で、紹介された院長が自作した隼人、ヤッセンボー、くぐり狐の可動フィギュアや、薩摩剣士隼人の番組が紹介された[249][250]。
- 特撮ゼロ（アオ・パブリッシング）
Vol.2（春の号）「はばたけローカルヒーロー」のコーナーで、番組の特集や監督の外山へのインタビューが掲載された[251]。
- 週刊文春（株式会社文藝春秋）
2015年7月9日号「ユニークすぎる歯医者さん」のコーナーで、紹介された院長が自作した隼人、ヤッセンボー、ギュージンガーブラックの可動フィギュアが紹介された[252]。
- 生活情報誌ポス（株式会社ポス）
2015年10月号「ローカルヒーローに会いに行こう[253]」
- グラフかごしま（鹿児島県）
2015年11月号で、「薩摩150代表：トーマス・いづみさん」に、隼人らがロンドンのジャパンまつりに出演したことが紹介され[254]、「県政トピックス」には、平成27年度鹿児島県くらし安心安全県民大会に出演した隼人とヤッセンボーが掲載された[255]。
- 市報　南さつま
2015年11月号で、地場焼酎PRのため南さつま市の居酒屋でPR活動をする隼人と黒ぢょか太郎が紹介され[256]、2015年12月号で、焼酎フェアin南さつま市でのショーの写真が掲載された[257]。
- Felia!（フェリア）
2014年6月に、プロジェクトを支えるスタッフへのインタビューや番組撮影の様子が掲載された[20]。2015年12月には、殺陣をやりたいという夢を叶えるため隼人が一般人と殺陣を行い、つんつんとコンコンがそれを応援する様子が掲載された[258]。
- かしす -kasisu- （フリーペーパー・茨城県鹿嶋市・神栖市）
編集後記に、隼人が編集者と一緒に写った写真を掲載。
- グリーンファームだより　Vol.16（鹿児島市観光農業公園）
隼人たちのイラスト付きでグリーンファームを紹介[259]。

新聞各紙では、南日本新聞で、2012年3月9日付「「私のおもてなし宣言!」大好き鹿児島」、2012年6月19日付「南風緑」、2012年8月29日付でカラー紙面2面分ほぼ丸ごと掲載されたJA鹿児島県経済連鹿児島の黒牛ヒーロー・鹿児島黒牛 ギュージンガー・ブラックとの対談「かごしまを造る未来をツクる薩摩剣士隼人×鹿児島黒牛ギュージンガーブラック鹿児島2大ヒーロー紙面特別対談　強く優しく、そしてたくましく」、カラー写真付きで2面にわたり、第二部の主な登場キャラクター紹介、隼人&ヤッセンボーの新春対談、撮影ルポが写真付きで掲載された2014年1月1日付「地域つなぐヒーロー薩摩剣士隼人に迫る」、4コマ漫画連載2年目突入を記念してカラー1面で特集された2015年2月26日付「4コマ漫画熱く2年目へ　広がる人気海を超え」、巨人伝説サツマジンの撮影、合成、編集を鹿児島キャリアデザイン専門学校・TV映像音響科の学生と共同で行う様子を取材した2016年9月11日付「薩摩剣士隼人の撮影侵入してみた」ほか紙面で多数取り上げられているほか、西日本新聞、読売新聞、毎日新聞、朝日新聞、産経新聞、熊本日日新聞、秋田魁新報、茨城新聞、日刊警察新聞、鹿児島建設新聞でも関連記事が掲載された。
2014年3月1日からは南日本新聞紙面で毎日、薩摩剣士隼人の4コマ漫画が掲載されており、1年間で40人近くが原作者や描き手として日替わりで執筆している。日々描き手や作者が入れ替わる新聞連載漫画は珍しいが、鹿児島の描き手たちに発表の場をつくってもらうのが企画者たちの当初からの目的の1つ。描き手は鹿児島在住の学生、フリーター、イラストレーター、デザイン事務所経営者、ボッケモンプロのスタッフ、会社員、漫画による街おこしなどに取り組む「マンガプロジェクト鹿児島」のメンバーなどで、年代も10代から50代までと幅広い。漫画好きだが4コマ漫画制作は初めての人ばかりで、本業、学業、家事をこなしつつ時間をやり繰りしながらネタの材料探しに苦労しつつボッケモンプロとやり取りしながらの創作だが、やり直しやボツも少なくない。2015年2月からは、この4コマ漫画に声を付けたものが番組終盤に不定期で放送されており、南日本新聞ホームページでも公開される。

## その他
- お正月じゃっど!前半戦一挙放送90分スペシャル用などのシーンは、番組スポンサーのふく福で撮影している[265]。また、このスペシャル放送にあわせ、鹿児島県内のサンクスにおいて会計のときに番組を見たと告げると先着50名限定で薩摩剣士隼人トレーディング対戦カードゲーム ボッケモンバトルチェスト!!のカードを、隼人、つんつん、ヤッセンボー、コンコンの4種類の中から無料で一枚もらえるキャンペーンが実施された。
- 隼人が出演した映画「おかえり、はやぶさ」のCMについて宣伝担当者は「はやぶさの故郷でヒーロー人気にあやかりたい」、松竹は「地域限定のCMは珍しい」と発言している[34]。
- ご当地キャラ総選挙2013には、隼人とつんつんがエントリーした。